# Lynton and Barnstaple Railway
| Ein Zug auf dem wiederaufgebauten Abschnitt der L&B |                     |                                           |                                           |
| |                     |                                           |                                           |
| Streckenlänge: | 31 km               |                                           |                                           |
| Spurweite: | 597 mm (Schmalspur) |                                           |                                           |
| Maximale Neigung: | 20 ‰                |                                           |                                           |
| |                     |                                           |                                           |
| \| \| \| von Barnstaple Junction \| \| \| \| 0,0 mi (0 km) \| Barnstaple Town \| Barnstaple Town \| \| \| \| nach Ilfracombe \| \| \| \| 0,28 mi (0,45 km) \| Pilton \| Pilton \| \| \| 2,54 mi (4,09 km) \| Snapper Halt 1903–1935 \| Snapper Halt 1903–1935 \| \| \| \| Chelfham Viaduct \| \| \| \| 4,54 mi (7,31 km) \| Chelfham \| Chelfham \| \| \| 7,54 mi (12,13 km) \| Bratton Fleming \| Bratton Fleming \| \| \| 11,62 mi (18,7 km) \| Blackmoor \| Blackmoor \| \| \| 14,32 mi (23,05 km) \| Parracombe Halt \| Parracombe Halt \| \| \| 14,9 mi (23,98 km) \| Killington Lane seit 2006 \| Killington Lane seit 2006 \| \| \| \| Lynton & Barnstaple Railway (Museumsbahn) \| \| \| \| 15,77 mi (25,38 km) \| Woody Bay 1898–1935, seit 2004 \| Woody Bay 1898–1935, seit 2004 \| \| \| 17,37 mi (27,95 km) \| Caffyns Halt 1907–1935 \| Caffyns Halt 1907–1935 \| \| \| 19,23 mi (30,95 km) \| Lynton \| Lynton \| |                     |                                           |                                           |
| Strecke (außer Betrieb) |                     | von Barnstaple Junction                   | von Barnstaple Junction                   |
| Bahnhof (Strecke außer Betrieb) | 0,0 mi (0 km)       | Barnstaple Town                           | Barnstaple Town                           |
| Abzweig geradeaus und nach links (Strecke außer Betrieb) |                     | nach Ilfracombe                           | nach Ilfracombe                           |
| Dienststation / Betriebs- oder Güterbahnhof (Strecke außer Betrieb) | 0,28 mi (0,45 km)   | Pilton                                    | Pilton                                    |
| Haltepunkt / Haltestelle (Strecke außer Betrieb) | 2,54 mi (4,09 km)   | Snapper Halt 1903–1935                    | Snapper Halt 1903–1935                    |
| Brücke (Strecke außer Betrieb) |                     | Chelfham Viaduct                          | Chelfham Viaduct                          |
| Bahnhof (Strecke außer Betrieb) | 4,54 mi (7,31 km)   | Chelfham                                  | Chelfham                                  |
| Bahnhof (Strecke außer Betrieb) | 7,54 mi (12,13 km)  | Bratton Fleming                           | Bratton Fleming                           |
| Bahnhof (Strecke außer Betrieb) | 11,62 mi (18,7 km)  | Blackmoor                                 | Blackmoor                                 |
| Haltepunkt / Haltestelle (Strecke außer Betrieb) | 14,32 mi (23,05 km) | Parracombe Halt                           | Parracombe Halt                           |
| Kopfbahnhof Strecke bis hier außer Betrieb | 14,9 mi (23,98 km)  | Killington Lane seit 2006                 | Killington Lane seit 2006                 |
| Strecke |                     | Lynton & Barnstaple Railway (Museumsbahn) | Lynton & Barnstaple Railway (Museumsbahn) |
| Kopfbahnhof Strecke ab hier außer Betrieb | 15,77 mi (25,38 km) | Woody Bay 1898–1935, seit 2004            | Woody Bay 1898–1935, seit 2004            |
| Haltepunkt / Haltestelle (Strecke außer Betrieb) | 17,37 mi (27,95 km) | Caffyns Halt 1907–1935                    | Caffyns Halt 1907–1935                    |
| Kopfbahnhof Streckenende (Strecke außer Betrieb) | 19,23 mi (30,95 km) | Lynton                                    | Lynton                                    |

Die Lynton and Barnstaple Railway (L&B) war eine Schmalspurbahn in der südwestenglischen Grafschaft Devon zwischen den Städten Barnstaple und Lynton. Eröffnet wurde die in der Spurweite von 597 mm (1 ft 11½ in) ausgeführte Strecke 1898. Bis 1923 wurde die knapp 31 Kilometer lange Strecke von der gleichnamigen Eisenbahngesellschaft betrieben, dann ging sie an die Southern Railway (SR) über. 1935 stellte die SR den Betrieb der Strecke ein und baute sie ab. Da die Reisezeiten nicht mehr konkurrenzfähig waren und die Fahrgäste zum Bus oder dem Pkw abwanderten, war ihr Betrieb immer defizitärer geworden. Seit 2004 wird ein kurzer, wieder aufgebauter Abschnitt der Strecke als Museumsbahn mit 600 mm Spurweite betrieben.

## Geschichte

### Vorgeschichte
Der Norden der Grafschaft Devon wurde ab Mitte des 19. Jahrhunderts von ersten Eisenbahnlinien erschlossen. 1854 erreichte auf der heutigen Tarka Line erstmals ein Zug Barnstaple, den größten Ort im Nordwesten Devons. Die Strecke der Devon and Somerset Railway (D&S) zwischen Barnstaple und Taunton ging 1873 in Betrieb, ein Jahr später die Bahnstrecke Barnstaple–Ilfracombe. Das Exmoor und die Nordküste von Devon und Somerset fanden jedoch aufgrund der sehr dünnen Besiedlung und dem schwierigen Terrain, das die Anlage von Bahnstrecken zu einer kostspieligen Angelegenheit werden ließ, kaum Interesse bei Eisenbahninvestoren und Unternehmen. Abgesehen von der D&S-Strecke am Südrand des Exmoors tangierte lediglich die 1874 eröffnete Strecke der Minehead Railway nach Minehead in Somerset das Exmoor an seinem östlichen Rand. Die Orte im Exmoor und entlang der Küste erhielten im Laufe des 19. Jahrhunderts zwar Kutschenverbindungen, diese waren jedoch langsam und aufgrund der schlechten Straßenverhältnisse schwierig zu betreiben. 1880 verkehrten lediglich zwei Kutschenkurse zwischen Lynton und Barnstaple, im Sommer gab es zusätzliche Verbindungen von Minehead entlang der Küste nach Lynton. Lokale Grundeigner versuchten daher, trotz der schwierigen Verhältnisse einen Bahnanschluss zu erreichen. Vor allem im Doppelort Lynton/Lynmouth, der sich zu einem kleinen Badeort entwickelt hatte, fand ein möglicher Eisenbahnanschluss großes Interesse. Die beiden in Devon und Somerset tätigen großen Eisenbahngesellschaften, die Great Western Railway (GWR) und die London and South Western Railway (LSWR), zeigten sich jedoch desinteressiert. Diverse Versuche, ohne den Rückhalt der GWR oder der LSWR eine Strecke nach Lynton zu bauen, führten in den 1870er und 1880er Jahren zu keinen Ergebnissen. Untersucht wurden Verbindungen von Barnstaple oder South Molton (an der Strecke der D&S gelegen) sowie entlang der Küste aus Richtung Ilfracombe. 1890 wurden auch Vorschläge für eine elektrische Straßenbahn entwickelt; der entsprechende Gesetzesentwurf fand zwar im House of Lords eine Mehrheit, kam jedoch im House of Commons nicht zur Abstimmung.
Nachteil aller bisherigen Pläne waren die terrainbedingt hohen Baukosten, die der Bau einer Normalspurstrecke im Exmoor und entlang der steilen Nordküste erforderte. Anfang der 1890er Jahre entstanden daher Pläne für eine kostengünstigere Lösung durch den Bau einer Schmalspurstrecke nach dem Vorbild der mit 597 mm (1 ft 11½ in) Spurweite ausgeführten walisischen Ffestiniog Railway. Die mit einer schmalspurigen Ausführung möglichen kleinen Kurvenradien sollten, so die Erwartung, die erforderlichen Erdbewegungen deutlich reduzieren und einen Bau weitgehend entlang der natürlichen Reliefstrukturen ermöglichen. Wurden für eine normalspurige Ausführung Baukosten von rund 8000 Pfund Sterling pro Meile angesetzt, erwartete man bei Verwendung der Spurweite der Ffestiniog Railway Kosten von lediglich £2500 pro Meile. Maßgeblich unterstützt wurde dieses Vorhaben von Sir George Newnes, einem Verleger und Unterhausabgeordneten, der sich einige Jahre zuvor in Lynton niedergelassen und dort schon den Bau der Lynton and Lynmouth Cliff Railway initiiert hatte. An der Planung als Schmalspurbahn entzündete sich jedoch auch Kritik, befürchtet wurden zu hohe Transportkosten durch das erforderliche Umladen von der Normalspur in Barnstaple. Dem entgegneten die Befürworter, dass Kohle als eines der voraussichtlichen Hauptgüter über einen eigenen Kai in Barnstaple direkt per Schiff angeliefert würde, wodurch kein zusätzlicher Umladeaufwand zu erwarten sei.

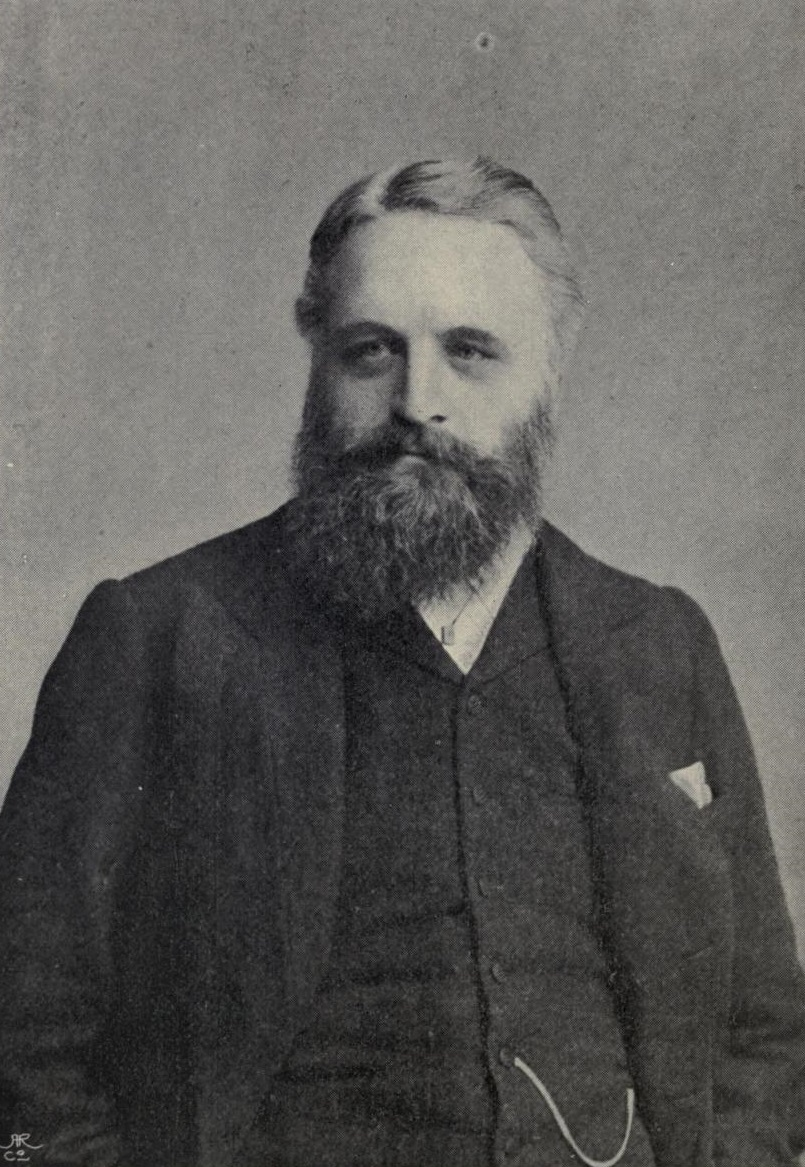
Sir George Newnes, Hauptinitiator des Projekts

1895 gelang es der von lokalen Honoratioren unter Führung von Sir George Newnes neugegründeten Lynton and Barnstaple Railway (L&B) schließlich, einen entsprechenden Parlamentsbeschluss zum Bau der Strecke zwischen den beiden namensgebenden Orten zu erhalten. Ein Versuch der GWR, in Konkurrenz zur L&B eine in Filleigh von der Strecke der D&S (die inzwischen von der GWR übernommen worden war) abzweigende Stichstrecke nach Lynton genehmigt zu bekommen, scheiterte. Vor allem in Lynton war man der Ansicht, dass die geplante Strecke der L&B den lokalen Bedürfnissen besser gerecht werden würde, zudem wurde sie aufgrund der maßgeblichen Beteiligung lokaler Honoratioren bevorzugt.
Die L&B erhielt am 27. Juni 1895 den Royal Assent, das Aktienkapital betrug £70.000. Der Börsenprospekt, der anlässlich der Zeichnung der Aktien herausgegeben wurde, schilderte das erwartete Verkehrsaufkommen in rosigen Farben und betonte vor allem den landschaftlichen Reiz der über das Exmoor zu führenden Strecke. In Lynton musste der Endbahnhof aufgrund des Widerstands eines lokalen Grundstückseigners südlich etwas außerhalb des Ortes angelegt werden. Der Börsenprospekt machte daraus eine bewusste Entscheidung, mit der die landschaftliche Schönheit des Ortes bewahrt würde, da der Bahnhof vom Ort aus nicht sichtbar sei. Die abseitige Lage, die durch eine unzureichende und steile Zufahrtsstraße noch verschärft wurde, erwies sich jedoch während der gesamten Existenz der Strecke als problematisch für die Nachfrage. Auch sonst zeigten sich manche Versprechungen des Börsenprospekts als zu optimistisch. Da im gesamten Einzugsbereich der Strecke außerhalb von Barnstaple lediglich etwas über 3000 Menschen wohnten, setzte die Gesellschaft zudem hohe Erwartungen in den sommerlichen Urlauber- und Ausflugsverkehr.

### Bau und erste Betriebsjahre

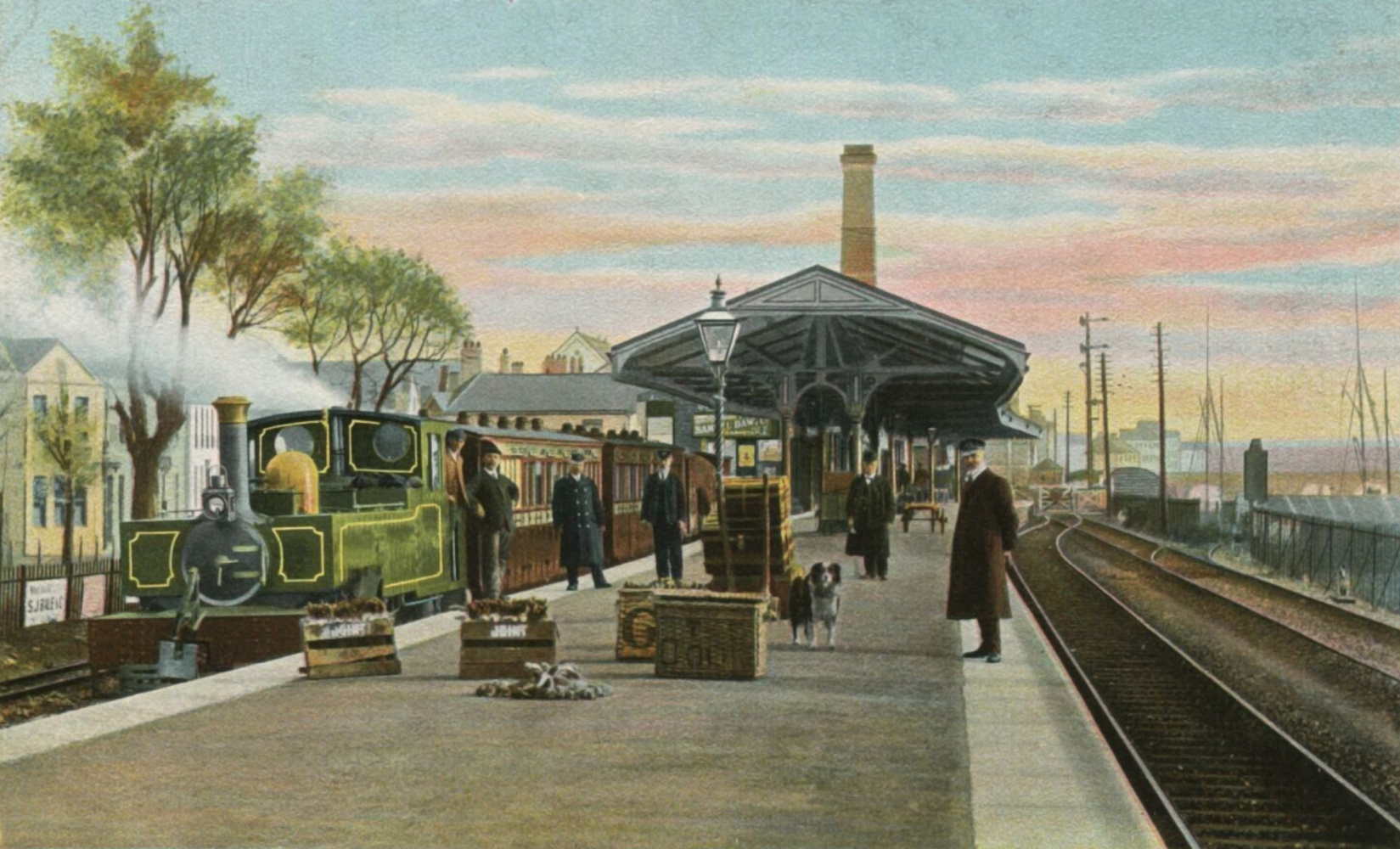
Zug der L&B in Barnstaple Town, kolorierte Postkarte um 1900

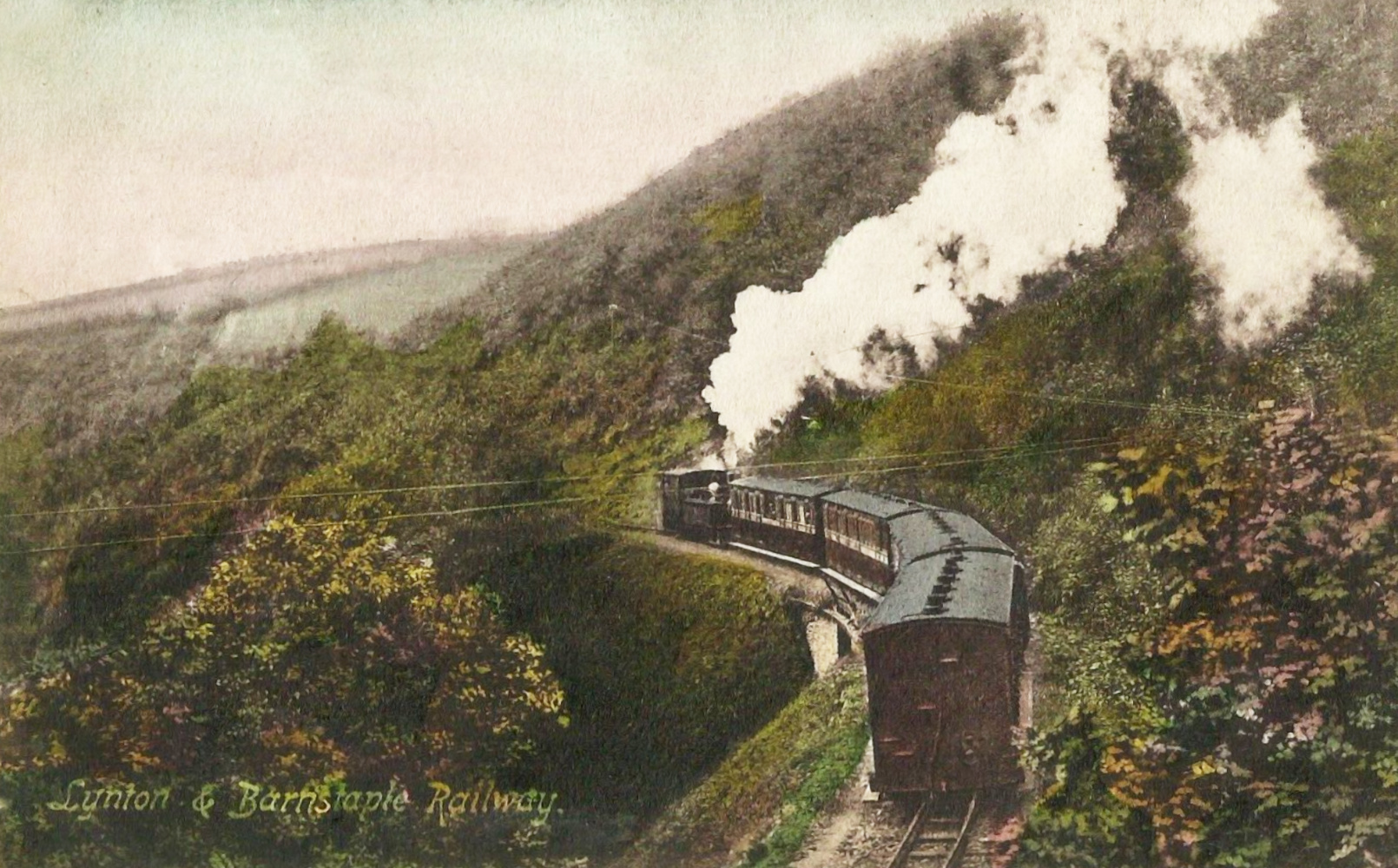
Zug auf der Strecke bei Lynton, kolorierte Postkarte

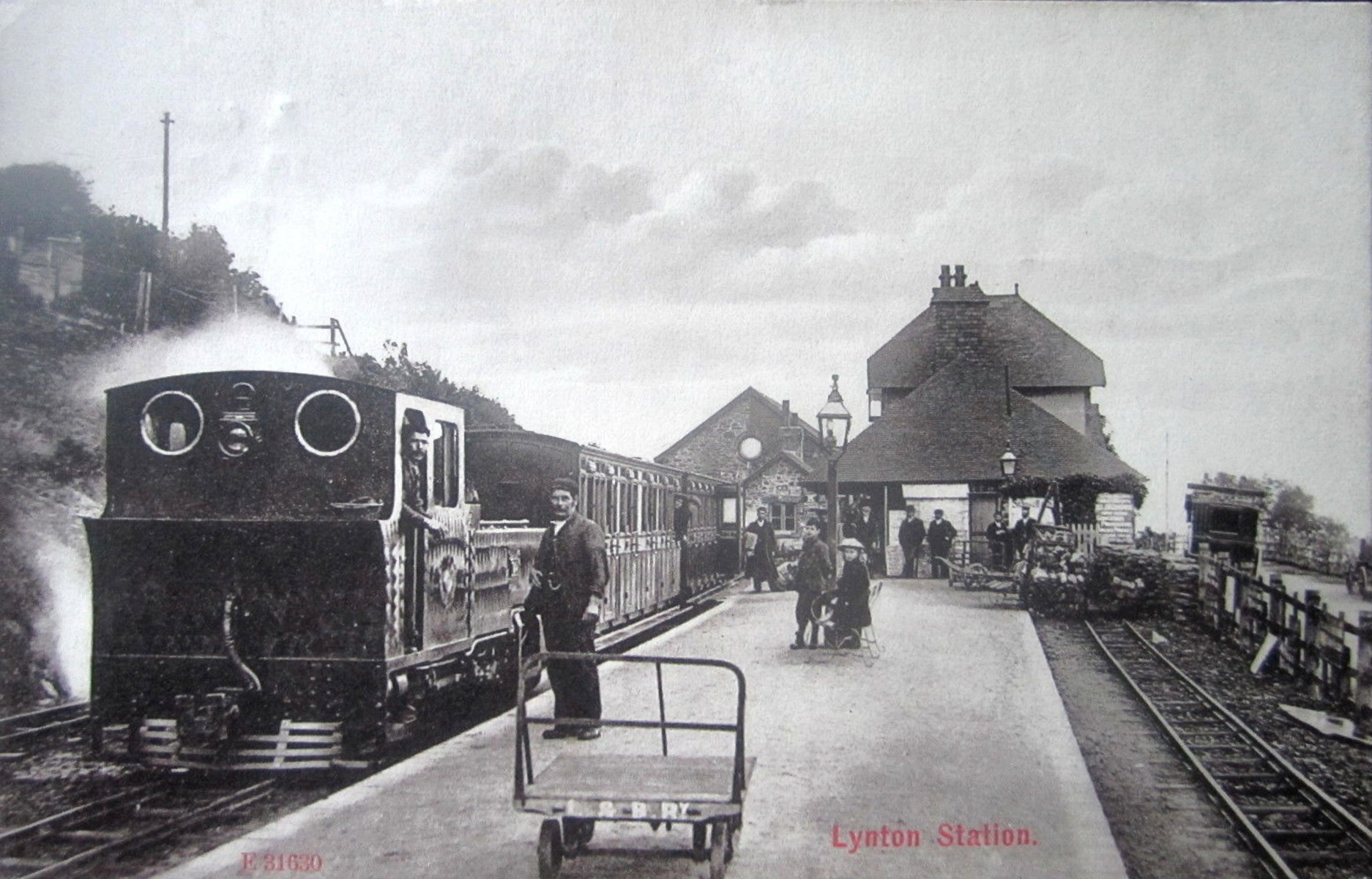
Abfahrbereiter Zug mit einer der Manning-Wardle-Lokomotiven im Bahnhof Lynton, ca. 1900

Den ersten Spatenstich nahm Lady Newnes am 27. September 1895 in Lynton am künftigen Standort des Bahnhofs vor. Die Bauarbeiten begannen jedoch erst im März des Folgejahres, nachdem in diesem Monat die Firma von James Nuttall aus Manchester beauftragt worden war. Sie hatte mit £42.100 das günstigste Gebot abgegeben. Überraschend schied damit das lokale Bauunternehmen Jones Brothers, das bereits an der Vermessung der Trasse beteiligt gewesen war, aus. Mit £48.000 war sein Gebot deutlich teurer ausgefallen. James Nuttall hatte eine Fertigstellung zum 1. Mai 1897 zugesagt, die Bauarbeiten gerieten jedoch bald ins Stocken. Zunächst stellte sich der Grunderwerb teurer als gedacht heraus, die ursprünglich erwarteten Kosten wurden um das Vierfache überschritten. Auch die Baukosten lagen weit über den optimistischen Schätzungen. Beides erforderte bald eine Kapitalaufstockung. Die Baufirma stieß auf erhebliche Probleme mit dem Baugrund. Aufgrund unzureichender Untersuchungen der geplanten Trasse war Nuttall davon ausgegangen, überwiegend lediglich leichtere Erdarbeiten ausführen zu müssen. Der wider Erwarten überwiegend felsige Untergrund erforderte jedoch Sprengarbeiten in weit größerem Umfang als vorgesehen, alleine hierfür musste Nuttalls Firma schließlich rund £22.000 mehr als vorgesehen ausgeben. Schlechtes Wetter kam hinzu, so dass die Arbeiten zeitweise ruhten. Bereits im Februar 1897 beantragte Nuttall eine Verschiebung des zugesagten Eröffnungsdatums auf den 1. Juli 1897. Zur gleichen Zeit mussten die Direktoren der Gesellschaft auch eine erste Kapitalaufstockung um £15.000 vornehmen. Die Baufirma stellte schließlich Nachforderungen über insgesamt £40.000, fast das Doppelte des ursprünglich gebotenen Entgelts. Der von der L&B beauftragte, den Bau begleitende Ingenieur James Szlumper, der umfangreiche Erfahrungen aus dem Bau anderer Bahnstrecken vor allem in Wales, wie etwa der Barry Railway oder der Carmarthen and Cardigan Railway besaß, aber auch am Bau erster Strecken der London Underground beteiligt gewesen war, bewilligte von diesen Forderungen zunächst £27.000. die Gesellschaft lehnte die Zahlung jedoch ab und ging vor Gericht. Der High Court of Justice lehnte Nuttalls Forderungen überwiegend ab und bewilligte lediglich zusätzliche £2317. Nuttall erhob dagegen Einspruch vor dem Court of Appeal, der seine Forderungen jedoch rundweg ablehnte. Schließlich musste er für seine Firma Bankrott anmelden. Die Firma überstand diesen Misserfolg jedoch und wuchs unter Nuttalls Söhnen zu einem erfolgreichen Bauunternehmen; als BAM Nuttall ist sie heute Teil der niederländischen Royal BAM Group.
Im Mai 1898 konnten die Bauarbeiten schließlich abgeschlossen werden. Die Inspektion durch das Board of Trade zeigte keine nennenswerten Beanstandungen, so dass am 11. Mai 1898 eine große Einweihungsfeier stattfand. Zwei Eröffnungszüge verkehrten von Barnstaple nach Lynton, nachdem sich die lokalen Honoratioren und Ehrengäste sowie Vertreter der benachbarten Bahngesellschaften am Bahnhof Barnstaple Town getroffen hatten. Die offizielle Eröffnung mit Durchschneiden des Bandes durch Lady Newnes fand nach der Ankunft der Züge in Lynton statt, gefolgt von einem Lunch im örtlichen Valley of Rocks Hotel. Der fahrplanmäßige Betrieb wurde am Folgetag aufgenommen. Getrübt wurde die festliche Stimmung durch die weit überschrittenen Kostenvoranschläge für den Bau und die Tatsache, dass die versprochene Fahrzeit von einer Stunde zwischen Barnstaple und Lynton deutlich überschritten wurde. Ursache war hierfür unter anderem, dass alle Züge als gemischte Züge (Mixed trains) mit Personen- und Güterbeförderung verkehrten und die in den Zwischenbahnhöfen erforderlichen Rangieraufenthalte für den Güterverkehr im Fahrplan berücksichtigt werden mussten. Während der Existenz der Strecke sank die Fahrzeit trotz einzelner Ansätze zur Beschleunigung letztlich nie unter 90 Minuten. In Lynton kritisierten viele Einwohner die abseitige Lage des Bahnhofs. Bereits 1901 fand eine Petition, die einen ortsnäheren Endbahnhof forderte, 400 Unterzeichner. Die L&B, die von Beginn an mit finanziellen Problemen zu kämpfen hatte, lehnte dies jedoch ab.
Über Artikel in Zeitschriften und Postkarten machte sich die L&B bald bekannt und konnte in der Sommersaison rasch eine gute Nachfrage verzeichnen. Bereits im August 1898 konnten pro Woche 2100 Fahrgäste gezählt werden. Auf das Jahr gerechnet blieb die Nachfrage jedoch hinter den Erwartungen zurück. Bestimmte Verkehre, die die Gesellschaft fest eingeplant hatte, blieben aus. So bevorzugten Touristen aus Ilfracombe für die beliebten Tagesausflüge nach Lynton weiterhin die durchgehenden Kutschfahrten und stiegen nicht in Blackmoor in die L&B um. Als erste britische Eisenbahngesellschaft brachte die L&B ab 1903 zwei Kraftomnibusse als Zubringer zwischen Ilfracombe und Blackmoor zum Einsatz, aber auch dieses neue Verkehrsangebot scheiterte. Der Umsteigezwang war ein Grund, der andere die damaligen Vorschriften, die nur eine maximale Höchstgeschwindigkeit von acht Meilen pro Stunde (mph) zuließen. Nachdem die lokale Polizei der L&B aufgrund von Geschwindigkeitsüberschreitungen ihrer Busse eine hohe Strafe auferlegt hatte, entschied sich Sir George Newnes als Chairman der L&B dafür, den Busverkehr wieder einzustellen.
1903 und 1907 richtete die Bahngesellschaft zwei neue Haltepunkte ein, um ihr Einzugsgebiet zu erweitern. Mit Snapper Halt, benannt nach einem lokalen Inn, erhielt die in der Nähe liegende Ortschaft Goodleigh Bahnanschluss, vier Jahre später wurde versucht, mit Caffyns Halt den damaligen Golfplatz von Lynton anzubinden. Die Nachfrage hielt sich aber in Grenzen, da bedingt durch die Lage des Bahnhofs von Lynton der direkte Fußweg von Lynton zum Golfplatz nur wenig länger war.
Ab 1913 erzielte die Lynton and Barnstaple Railway für kurze Zeit positive Betriebsergebnisse und war in der Lage, ihren Anteilseignern eine Dividende zu zahlen. Während des Ersten Weltkriegs kam das Unternehmen wie alle britischen Bahngesellschaften unter staatliche Kontrolle. Nach Kriegsende nahm jedoch die Motorisierung spürbar zu und der Gewinn, der 1913 noch £3028 betragen hatte, sank bis 1922 auf £437. Die Bahngesellschaft war nicht mehr in der Lage, den kriegsbedingt entstandenen Unterhaltungsrückstand der Strecke zu beseitigen.

### Übernahme durch die Southern Railway
Infolge des Railways Act 1921 war die London and South Western Railway 1922 im sogenannten Grouping in der neuen Southern Railway (SR) aufgegangen. Vom Railways Act 1921 war die L&B als schmalspurige Bahnstrecke nicht betroffen gewesen und daher zunächst unabhängig geblieben. Da jedoch absehbar war, dass ein eigenständiges Unternehmen auf Dauer nicht mehr tragfähig war, trat die L&B 1922 mit dem Wunsch zur Übernahme an die Southern Railway heran. Im März 1923 wurden die Verhandlungen abgeschlossen und die Southern Railway übernahm die Strecke von Lynton nach Barnstaple mit allen beweglichen und unbeweglichen Gütern für knapp £40.000. Gut Dreiviertel dieser Summe umfasste die Strecke mitsamt dem Grundbesitz, das Rollmaterial wurde mit rund £7300 bewertet und die Gebäude mit knapp £900. Die selbständige Existenz der Lynton and Barnstaple Railway endete damit zum 1. Juli 1923.
Die Southern Railway begann zügig mit ersten Verbesserungen, unter anderem wurde der Oberbau der gesamten Strecke durchgearbeitet, einschließlich neuer Schwellen und Schienenbefestigungen. Sie installierte auch neue Sicherungstechnik und Signale, so dass etwas bessere Reisegeschwindigkeiten erzielt werden konnten. Versuchsweise wurden auch Betonschwellen verwendet, diese führten jedoch zu einem höheren Geräuschpegel, so dass weiterhin überwiegend Holzschwellen Verwendung fanden. Teile der Strecke waren bislang nicht zum offenen Weideland abgegrenzt, so dass wiederholt Verspätungen und Schäden durch Vieh auf den Gleisen aufgetreten waren. Die SR ließ betroffene Abschnitte einzäunen. Auch der Fahrzeugpark wurde überholt, die Personenwagen erhielten neue Polsterung und der Güter- und Dienstwagenpark wurde vergrößert, unter anderem mit zwei Kranwagen. Größte Anschaffung war eine fünfte Lokomotive, Nr. E188 Lew. In ihren Werbebroschüren und Veröffentlichungen bewarb die SR, die relativ frühzeitig die Bedeutung aktiven Marketings für ihre Angebote erkannt hatte, die Strecke mit ihrer landschaftlichen Schönheit. Bewusst wurde auch mit dem Image als Toy Train der einzigen Schmalspurbahn in Südwestengland geworben, die Strecke fand damit zunehmendes Interesse bei den in Großbritannien bereits in dieser Zeit immer zahlreicher werdenden Eisenbahnfans und Trainspottern. Das Zugangebot baute die SR auf bis zu sieben werktägliche Zugpaare im Sommer aus. In der Zeit der wirtschaftlichen Erholung ab Mitte der 20er-Jahre konnte die SR zunächst auch wachsende Fahrgastzahlen verzeichnen. Während der Sommersaison waren zeitgleich bis zu vier Lokomotiven und alle 17 Personenwagen im Dienst.

### Stilllegung

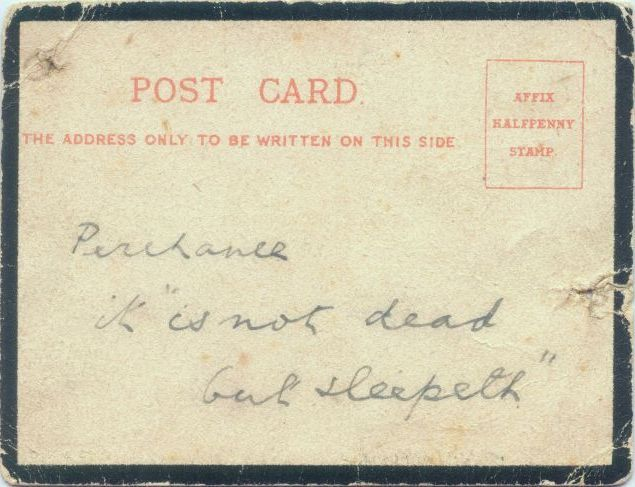
Die Grußkarte eines Eisenbahnfreundes an den letzten Zug ist erhalten geblieben.

Die kurvenreiche Streckenführung entlang des dünnbesiedelten Exmoors und die teilweise ungünstige Lage der Bahnhöfe weitab der Siedlungen führten dazu, dass bereits in den 1920er Jahren Fahrgäste zum Bus oder zum privaten Pkw abwanderten. Schlechte Anschlüsse an die GWR-Züge in Barnstaple führten dazu, dass viele Urlauber aus dem Einzugsbereich der GWR lieber mit dieser bis Minehead fuhren und den ab dort verkehrenden Bus entlang der Küste nach Lynton nutzten. Ein in dieser Zeit einsetzender Ausbau des lokalen Straßennetzes tat sein Übriges dazu. Im Sommer gab es zwar durch Feriengäste eine bessere Nachfrage, im Winter sank die Nachfrage jedoch auf ein Minimum ab. Bereits 1927 betrug der Betriebsverlust rund £5900, er sank bis 1935 nie auf weniger als £5000 ab. Infolge der Weltwirtschaftskrise brach die Nachfrage ab 1930 regelrecht ein. Waren 1928 in Lynton noch rund 31.000 Fahrgäste angekommen, sank die Zahl bis 1934 auf gut 19.300 ab. Auch der Güterverkehr ging zurück, wenn auch nicht im gleichen Umfang. Problematisch war zudem, dass die Strecke signaltechnisch nicht nach den vereinfachten Anforderungen des Light Railways Act, sondern als einzige englische Schmalspurbahn nach den normalen Standards des britischen Regelspurnetzes betrieben und mit einem Electric Tablet System gesichert wurde. Der Betrieb war damit sehr personalintensiv – alle Bahnhöfe besaßen Ein- und Ausfahrsignale, eigene Stellwerke und waren personalbesetzt.
Im Frühjahr 1935 kündigte die Southern Railway, die die Verluste nicht mehr tragen wollte, schließlich an, die Strecke zwischen Lynton und Barnstaple mit Ende des Sommerfahrplans 1935 einzustellen, zumal ansonsten in den Folgejahren aufgrund erforderlicher Oberbauerneuerungen rund £12.000 an zusätzlichen Investitionskosten angefallen wären. In den betroffenen Ortschaften gab es zunächst Widerstand, jedoch hatte die Bahn bereits weitgehend ihre Bedeutung als lokales Verkehrsmittel verloren. Indiz dafür war eine in Barnstaple im April 1935 abgehaltene Protestversammlung gegen die Schließungspläne, zu der die Vertreter aus Lynton sämtlich mit dem Pkw angereist waren.
Die angekündigte Einstellung führte im Sommer 1935 nochmals zu guten Nachfragezahlen, im August verkehrten Züge mit bis zu neun Wagen und rund 400 Fahrgästen. Ein Versuch, unter Bezug auf eine Klausel im Parlamentsbeschluss von 1895 zum Bau der Strecke die Stilllegung auf juristischem Weg zu verhindern, hatte keinen Erfolg. Dem Lynton Council erschienen die Erfolgsaussichten zu gering und es verweigerte das Mandat für eine entsprechende Klage. Der letzte Zug fuhr schließlich am 29. September 1935 von Barnstaple nach Lynton und zurück. Er bestand aus zwei Lokomotiven, Nr. E188 Lew und Nr. E759 Yeo, und neun gut gefüllten Personenwagen. Die SR hatte mit noch größerer Nachfrage gerechnet und einen weiteren Zug in Reserve gehalten, der dann jedoch nicht benötigt wurde.
Das gesamte Rollmaterial und sonstige bewegliche Güter wurden im Depot Pilton in Barnstaple gesammelt und am 13. November 1935 im Rahmen einer großen Versteigerung veräußert. Darunter waren alle fünf Lokomotiven, alle Personen- und Güterwagen und ein umfangreicher Bestand an Ersatzteilen einschließlich eines Reservekessels für die Lokomotiven. Die vier Lokomotiven von 1898 gingen an Schrotthändler, die sie bis Jahresende zerlegen ließen. Lediglich das hölzerne Führerhaus der Lyn fand weitere Verwendung bei einem ihrer ehemaligen Lokomotivführer als Gartenhäuschen. Diverse Wagen fanden private Besitzer, zwei Personenwagen wurden für mehrere Jahre auf der ehemaligen Trasse als Wochenendhäuschen aufgestellt. Die Drehscheibe aus dem Depot ging an die Romney, Hythe and Dymchurch Railway, die sie nach Umspurung wieder in Betrieb nahm. Lediglich die neueste Lokomotive Lew und einige Güterwagen blieben zunächst nach dem Verkauf noch in Pilton, mit ihnen baute ein beauftragtes Unternehmen im Frühjahr 1936 die Strecke ab. Anschließend wurde die Lokomotive nach Brasilien verkauft. 1938 ließ die Southern Railway schließlich die Trasse und die Gebäude versteigern. Ein Teil der Käufer erwarb dabei für einen Bruchteil der damaligen Kosten die Grundstücke zurück, die sie der L&B Mitte der 1890er Jahre für den Bau der Strecke verkauft hatten.
Als Ersatz übernahm die Southern National Omnibus Company, eine Tochterfirma der Southern Railway, den Busverkehr zwischen Barnstaple und Lynton/Lynmouth. Bereits seit 1931 hatte das Unternehmen parallel zur Schmalspurbahn erste Busfahrten eingeführt. Im Winter hatte der Bus bereits ab 1931 den seit Streckeneröffnung aus einem Zugpaar bestehenden Sonntagsverkehr ersetzt. Mit einer Fahrtzeit von rund einer Stunde zwischen Lynmouth und Barnstaple bot er bessere Reisezeiten und erschloss die bedienten Ortschaften besser als die Bahn. Mit Stand 2024 verkehrt die von Stagecoach betriebene Linie 310 an Werktagen in einem 1-/2-Stunden-Takt auf der Strecke.

### Wiederaufbau als Museumsbahn

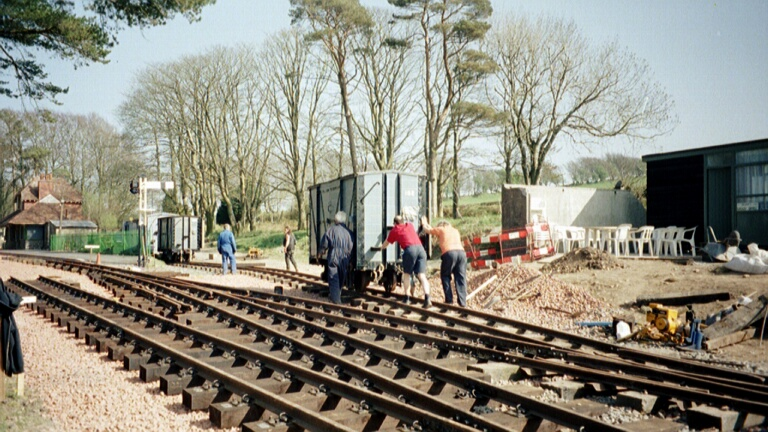
Wiedererrichtung der Gleisanlagen im Bahnhof Woody Bay (2006)

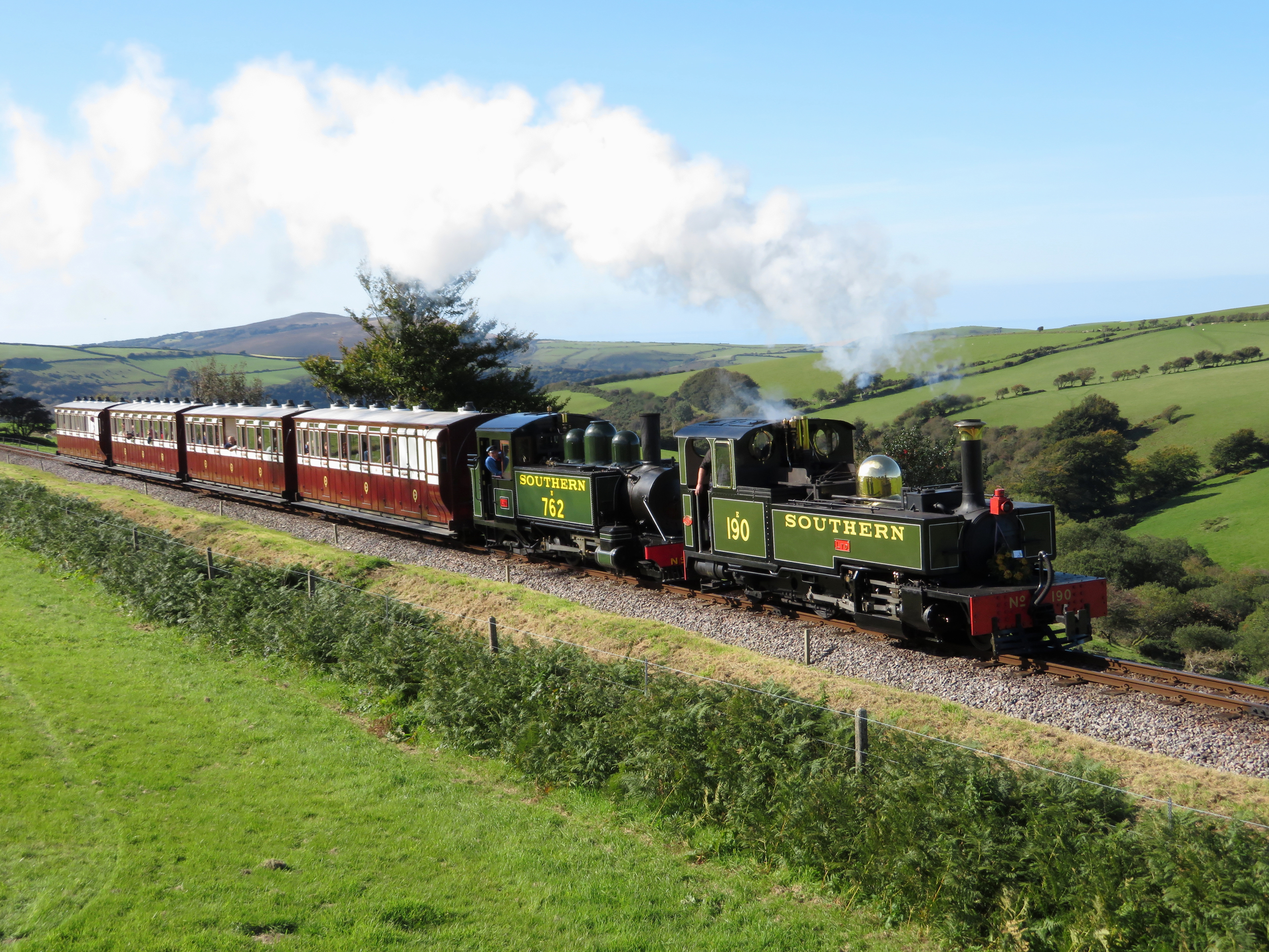
Zug mit beiden L&B-Nachbau-Maschinen zwischen Killington Lane und Woody Bay

Als die L&B 1935 eingestellt wurde, legte jemand am Bahnhof in Barnstaple einen Kranz und eine Karte mit der Aufschrift „Perchance it is not dead but sleepeth“ (Vielleicht ist sie nicht tot, sondern schläft.) ab. Unter den Anwohnern und damaligen Eisenbahnfreunden galt dieser Spruch als Symbol der Hoffnung, dass die bereits zum Zeitpunkt ihrer Einstellung als Sehenswürdigkeit geltende Strecke eventuell doch wieder in Betrieb genommen würde. Der Abbau der Strecke beendete jedoch zunächst alle zwischenzeitlichen Planungen und Hoffnungen, die Strecke von der Southern Railway zu übernehmen und ähnlich wie bei der walisischen Ffestiniog Railway für den Ausflugsverkehr zu nutzen.
Wiederholt wurden Pläne zum Wiederaufbau der Strecke bereits in den Jahren nach dem Zweiten Weltkrieg entworfen, jedoch zunächst ohne Erfolg. Ein entsprechender Versuch in den 1960er Jahren scheiterte relativ bald 1964 an den erwarteten Kosten. 1979 gründete sich die Lynton & Barnstaple Railway Association, die seitdem diverse Anläufe zur Reaktivierung unternahm und erste Fahrzeuge erwarb. 1993 wurde eine entsprechende Gesellschaft für den Bau und Betrieb gegründet. Jedoch erst 1995 konnte mit dem Erwerb des Bahnhofsgebäudes und des Areals des Bahnhofs Woody Bay ernsthaft ein Wiederaufbau geplant werden. 1998 entstand der Lynton & Barnstaple Railway Trust als Dachorganisation für alle Aktivitäten. 2002 konnte in Woody Bay mit der Verlegung erster Gleise begonnen werden. Zunächst wurde entschieden, den Abschnitt zwischen Woody Bay und Parracombe schrittweise aufzubauen. Abweichend von der ursprünglichen Strecke wurde für den Wiederaufbau eine Spurweite von 600 mm gewählt.
Am 12. Juli 2004 verließ der erste Personenzug den Bahnhof von Woody Bay, bespannt mit einer Diesellokomotive. Die Strecke führte zunächst nur wenige hundert Meter weit nach Westen bis zu einer zu diesem Zeitpunkt noch fehlenden Brücke über einen Feldweg. Im März 2005 konnte erstmals wieder eine Dampflokomotive eingesetzt werden. Seit Mai 2006 ist Museumsbetrieb auf der etwa 0,9 Meilen (ca. 1,4 km) langen Strecke zwischen Woody Bay und dem als temporärer Endpunkt nördlich von Parracombe neu angelegten Bahnhof Killington Lane möglich. Die Hin- und Rückfahrt dauert etwa 25 Minuten. Insgesamt entstanden bislang für den Wiederaufbau dieses Abschnitts sowie die Beschaffung und Sanierung der nötigen Fahrzeuge Kosten von etwa einer Million Pfund.
Langfristig ist der Wiederaufbau der gesamten Strecke geplant. Planrecht besteht inzwischen für den Abschnitt von Killington Lane über Parracombe bis Wistlandpound, einer neu vorgesehenen Station südlich von Blackmoor oberhalb des Wistlandpound Reservoir, eines in den 1950er Jahren angelegten Stausees bei Parracombe. Als nächster Schritt ist die Beantragung einer Transport & Works Act order vorgesehen, mit der das Bau- und Betriebsrecht für die Streckenerweiterung hergestellt wird. In einem dritten Schritt soll der Abschnitt zwischen Woody Bay und Lynton folgen, langfristig dann die restliche Strecke zwischen Wistlandpound und Barnstaple. Da ein Teil der alten Trasse vom Wistlandpound Reservoir überflutet wurde, ist dafür oberhalb des Stausees eine neue Trasse vorgesehen, die südlich wieder auf die alte Streckenführung trifft. Für den Erwerb der nötigen Grundstücke wurde die Gesellschaft Exmoor Associates gegründet, die nominell vom Trust als Betreiber der Museumsbahn unabhängig ist.

## Streckenbeschreibung und Betriebsstellen

### Verlauf

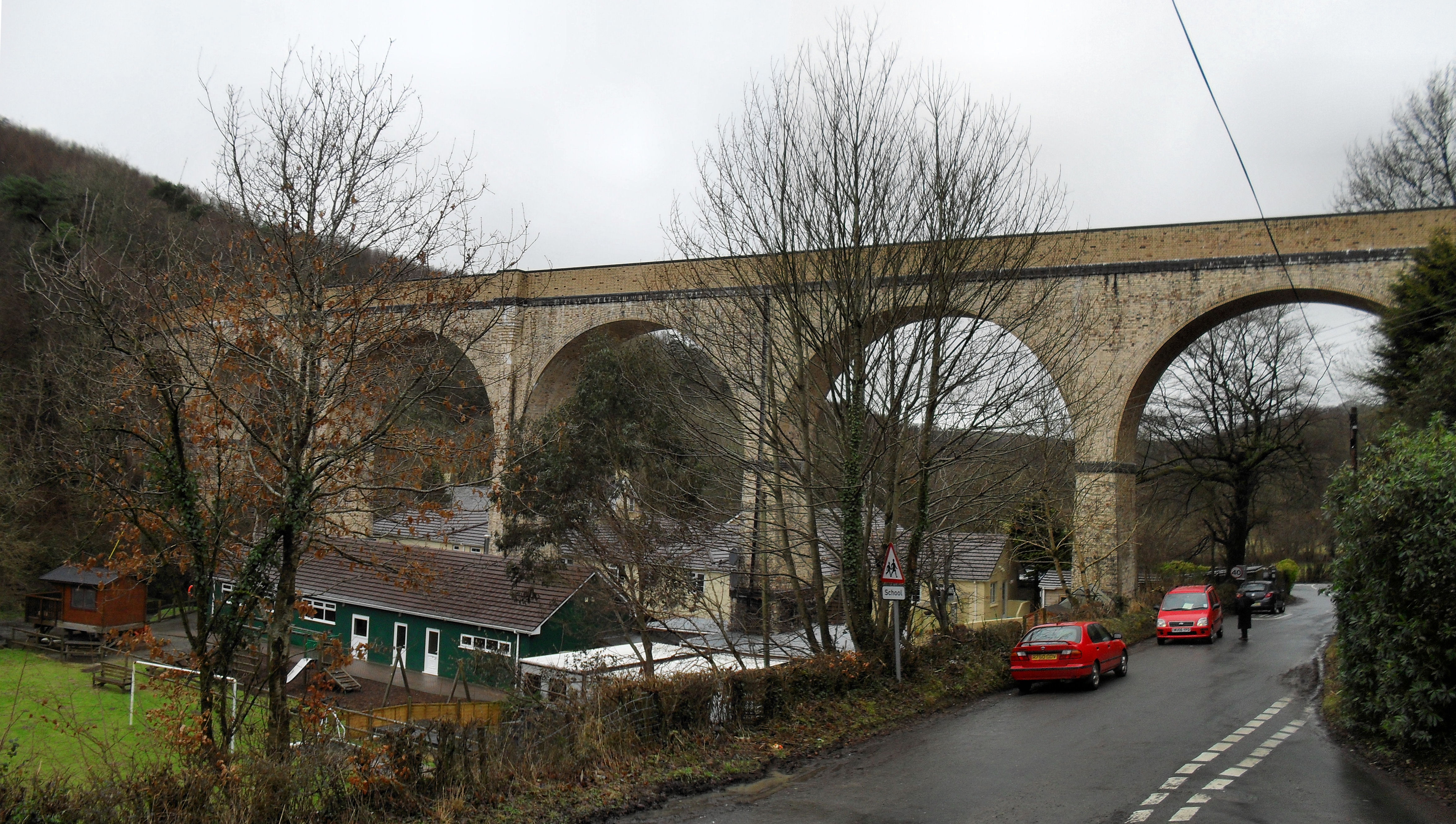
Chelfham Viaduct

Von Barnstaple aus folgte die Strecke zunächst dem engen und gewundenen Tal des Yeo von der Mündung in den Taw nach Osten und dann in Richtung Nordosten bis nördlich von Chelfham. Zunächst verlief sie, in Barnstaple fast auf Meereshöhe beginnend, fast eben, östlich von Snapper Halt begann jedoch ein fast durchgängiger Anstieg mit 2 % Steigung über rund 12 Kilometer. Die Strecke stieg dabei allmählich gegenüber dem Talgrund auf der orographisch linken Seite an. Kurz vor Chelfham querte die Bahn ein tief eingeschnittenes Seitental auf dem heute noch erhaltenen und unter Denkmalschutz stehenden Chelfham Viaduct, mit seinen acht Bögen, 121 m Länge und rund 21 m Höhe das größte Ingenieurbauwerk der Strecke. Das Tal des Yeo verlassend folgte die Strecke einem kleinen Nebenlauf bis nördlich von Bratton Fleming. Auf dem Abschnitt zwischen Chelfham und Bratton Fleming lag mit dem Lancey Brook Viaduct das zweitgrößte Brückenbauwerk der Strecke. Das Bauwerk bestand aus acht Stahlträgern, die auf gemauerten Pfeilern lagen; es fiel während des Zweiten Weltkriegs einer Übung der Royal Engineers zum Opfer. Mit diversen Windungen und Kehren durch Seitentäler, teils mit tiefen Einschnitten, erreichte die Bahn südlich von Blackmoor die Ausläufer der Hochfläche des Exmoors. Von Blackmoor fiel die Strecke zunächst bis Parracombe wieder leicht ab, in etwa parallel der heutigen A39 folgend. Südlich von Parracombe querte sie parallel zur Straße das Tal des River Heddon auf einem Damm, der Jahre nach der Stilllegung im August 1952 einem durch Dauerregen ausgelösten Hochwasser zum Opfer fiel (in Lynmouth am nördlichen Streckenende führte dieser Dauerregen zur Lynmouth-Katastrophe). Von Parracombe stieg die Strecke wieder an, bis sie bei Woody Bay mit fast 300 m ihren höchsten Punkt erreichte. Von dort fiel die weiterhin in etwa der A39 folgende Strecke, teils wieder mit 2 %, bis Lynton ab, wo der Endbahnhof auf etwas über 210 m Höhe über dem Meeresspiegel lag.

### Betriebsstellen

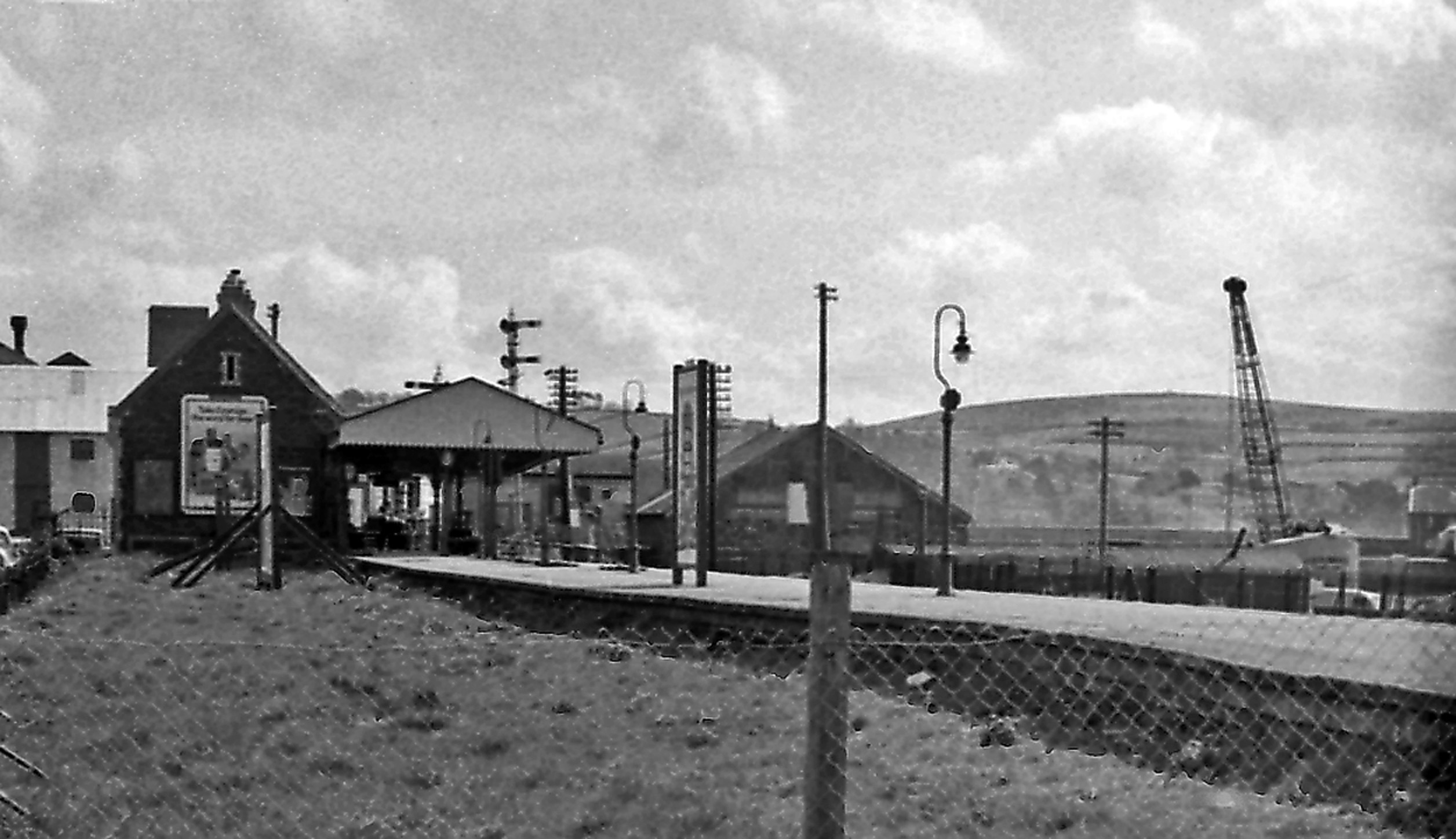
Der stillgelegte Bahnhof Barnstaple Town im Jahr 1972, die Bahnsteigkante im Vordergrund diente bis 1935 den Zügen der L&B

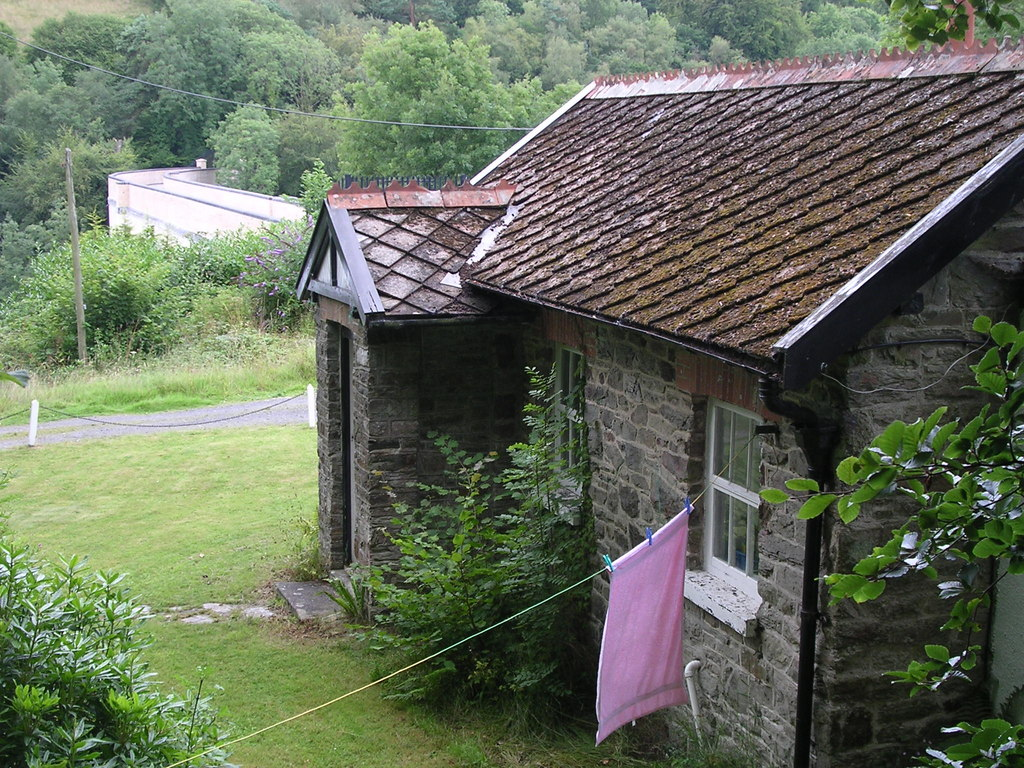
Das Bahnhofsgebäude von Chelfham, im Hintergrund der Chelfham Viaduct

#### Barnstaple Town
In Barnstaple Town bestand die einzige Übergangsmöglichkeit von der L&B zum nationalen Eisenbahnnetz, sowohl im Personen- wie im Güterverkehr. Der Schmalspurteil des Bahnhofs besaß ein Bahnsteiggleis, bei dem ein bahnsteiggleicher Übergang zu den Zügen der LSWR bzw. der SR möglich war. Vorhanden waren außerdem ein Umfahrungsgleis, ein kurzes Abstellgleis sowie ein Gleis mit Rampe zur Umladung von Gütern. Auf der anderen Seite der Rampe lag ein Normalspurgleis. Der Bahnhof besaß zudem ein eigenes Stellwerk für den Schmalspurteil.

#### Pilton
Etwa einen halben Kilometer nördlich von Barnstaple Town lag der Betriebsbahnhof Pilton, der betriebliche Mittelpunkt der Strecke. Hier befanden sich der Lokomotiv- und Wagenschuppen sowie die Werkstatt der L&B. Der zweiständige Lokschuppen besaß Untersuchungsgruben, eines der beiden Gleise führte weiter in die anschließende Werkstatt. An den Lokschuppen schloss sich ein weiterer Schuppen mit der Wagenwerkstatt an, gefolgt von insgesamt fünf überdachten Gleisen für den umfangreichen Wagenpark der L&B. Für den Güterverkehr standen zwei Stumpfgleise und eine Gleiswaage sowie mehrere Abstellgleise zur Verfügung. Vorhanden waren außerdem eine Drehscheibe und eine kleine Bekohlungsanlage. Bis 1923 befand sich in Pilton auch die Verwaltung der L&B. Das ebenfalls vorhandene Kreuzungsgleis wurde im Regelfall lediglich für Rangierfahrten und nicht für Zugkreuzungen genutzt. Am südlichen Bahnhofskopf zweigte ein Anschlussgleis zum Hafenkai entlang des River Yeo ab, über das vor allem Kohle angeliefert wurde.

#### Snapper Halt
Der Haltepunkt Snapper wurde 1903 eröffnet. Der Name ist auf den Snapper Inn, eine früher in der Nähe existierende Gaststätte, zurückzuführen. Etwa eine Meile westlich der kleinen Ortschaft Goodleigh liegend, diente der Haltepunkt lediglich einigen Farmen im näheren Umkreis. Der Bahnsteig am Streckengleis war mit einem kleinen Unterstand ausgestattet, der inzwischen im Besitz von Exmoor Associates steht und saniert wurde.

#### Chelfham
Der Bahnhof Chelfham schloss sich direkt nördlich an den Chelfham Viaduct an. Der Ort besteht nur aus wenigen Häusern, bis zur nächsten größeren Ortschaft Stoke Rivers betrug der Fußweg etwa eine Meile. Außer dem Streckengleis besaß der Bahnhof ein Kreuzungsgleis und ein kurzes Abstellgleis für Güterwagen. Auf dem Bahnsteig stand zudem ein Wassertank zur Versorgung der Lokomotiven. Das Bahnhofsgebäude ist erhalten und steht inzwischen im Eigentum des Lynton & Barnstaple Railway Trust, der im Zuge des langfristig geplanten Wiederaufbaus der Strecke das Bahnhofsareal und die Gebäude saniert.

#### Bratton Fleming

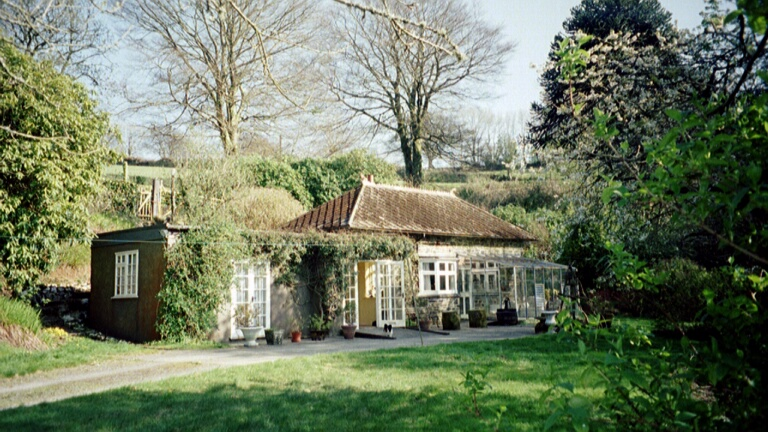
Das Bahnhofsgebäude von Bratton Fleming im Jahr 2004

In Bratton Fleming lag der Bahnhof ein paar hundert Meter nördlich der oberhalb liegenden Ortschaft im Tal des Loxhore, eines Nebenflusses des Yeo. Ursprünglich hieß die Station nur Bratton, auf Wunsch der Einwohner passte die Gesellschaft noch im Eröffnungsjahr den Namen an den kompletten Ortsnamen an. Das Bahnhofsgebäude war baugleich zu dem in Chelfham, es wird heute für Wohnzwecke genutzt. Neben Strecken- und Kreuzungsgleis gab es in Bratton Fleming noch zwei Gütergleise und einen Güterschuppen. Ein Wassertank war ebenfalls vorhanden. Das wenig genutzte Kreuzungsgleis und eines der Gütergleise baute die Southern Railway 1932 ab.

#### Blackmoor

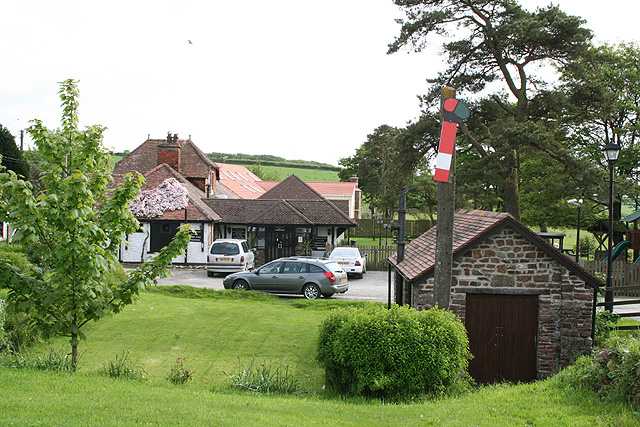
Das Bahnhofsgebäude von Blackmoor im Jahr 2006

Der Bahnhof Blackmoor lag weitab größerer Ansiedlungen an einer Straßenkreuzung im Exmoor. Im Umkreis lagen lediglich einzelne Farmen, die sich kreuzenden Straßen boten jedoch bereits zur Zeit des Streckenbaus gute Verbindungen bis nach Ilfracombe und South Molton. Kurzzeitig bot die L&B Busverbindungen zwischen Ilfracombe und Blackmoor an, die jedoch nur geringe Nachfrage erzeugten. Der Bahnhof besaß außer dem Strecken- und dem Kreuzungsgleis mehrere Abstellgleise. Diese wurden wenig genutzt und daher bereits 1930 abgebaut. An beiden Bahnsteigen waren zudem Wasserkräne vorhanden. Das Bahnhofsgebäude war in Erwartung der Umsteigeverkehre etwas größer angelegt und besaß für einige Jahre eine kleine Bahnhofsgaststätte. Es wird heute als Restaurant genutzt, der Name Old Station Inn erinnert an die frühere Funktion.

#### Parracombe Halt
Das Dorf Parracombe mit etwa 300 Einwohnern erhielt lediglich einen Haltepunkt, der am 1. Mai 1899, etwa ein Jahr nach Inbetriebnahme der Strecke, eröffnet wurde. Ausgestattet wurde der aus einem Bahnsteig am Streckengleis bestehende Haltepunkt lediglich mit einem hölzernen Unterstand, der nach 1923 von der Southern Railway durch einen Unterstand aus Beton ersetzt wurde. Der Fahrkartenverkauf erfolgte im örtlichen Postamt. Zudem wurde ein Wassertank zur Versorgung der Lokomotiven errichtet. Der Betonunterstand ist noch erhalten, auf dem ursprünglichen Bahngelände entstand ein Wohnhaus.

#### Killington Lane

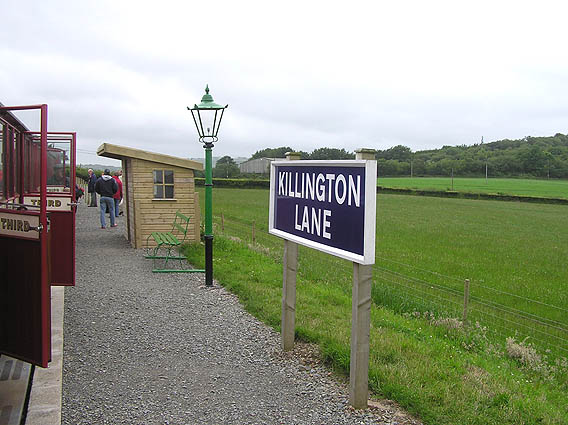
Der Bahnsteig von Killington Lane

Killington Lane wurde im Zuge des Wiederaufbaus eines Abschnitts der Strecke als Museumsbahn nördlich von Parracombe erbaut und im Jahr 2006 eröffnet. Die ursprüngliche Strecke besaß hier keine Station. Bedingt durch die Verfüllung des ursprünglich hier angelegten Einschnitts entstanden die Trasse der Museumsbahn und das Planum des Bahnhofs einige Meter parallel nördlich der alten Strecke. Langfristig ist der Wiederaufbau in Richtung Parracombe und weiter geplant, Killington Lane soll dann wieder aufgegeben werden und das einzige vorhandene Bauwerk, ein hölzerner Fahrgastunterstand, an anderer Stelle weiter verwendet werden. Der Bahnhof besitzt ein Umfahrungsgleis und einige Abstellgleise.

#### Woody Bay

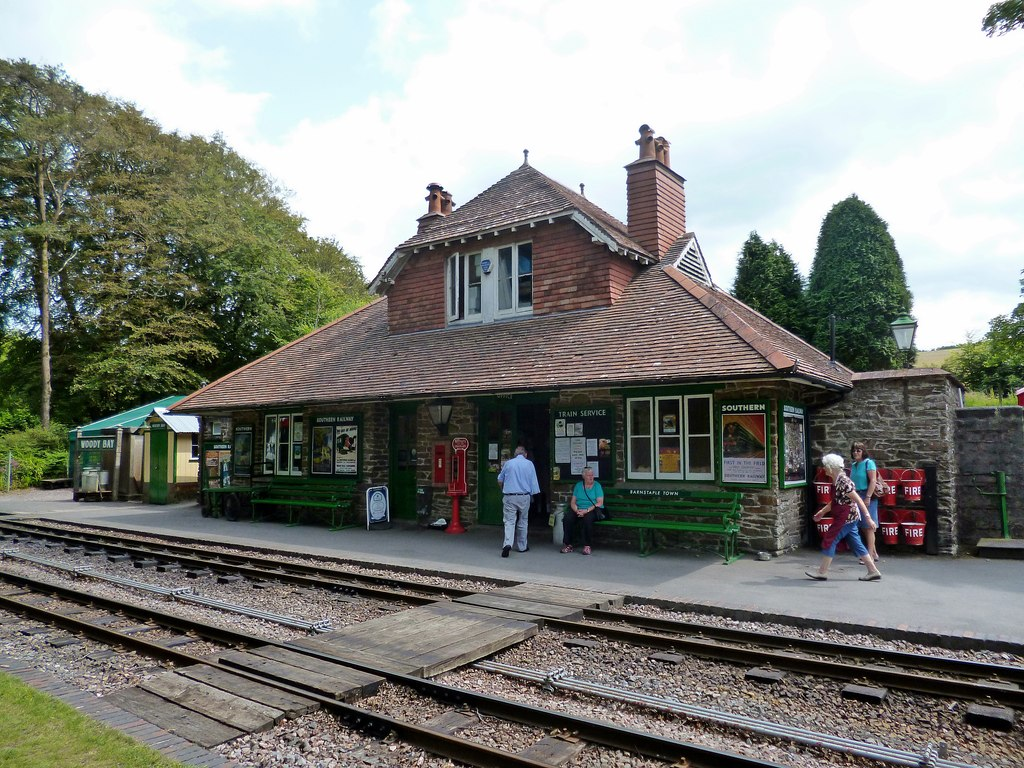
Woody Bay im Jahr 2014

Bis 1901 hieß der nahe des höchsten Punkts der Strecke angelegte Bahnhof Wooda Bay. Mit einer Höhe von 964 ft (etwa 294 m) über Meereshöhe ist Woody Bay der höchstgelegene Bahnhof in Südengland. Der Bahnhof sollte Feriengästen den Zugang zur etwa zwei Kilometer weiter nördlich liegenden, landschaftlich reizvollen Bucht Woody Bay an der Nordküste von Devon ermöglichen. Für die erwarteten Gäste wurde nördlich des in unbesiedeltem Moorland angelegten Bahnhofs ein Hotel errichtet. Das Bahnhofsgebäude ist in etwa baugleich zu dem in Blackmoor. Es blieb erhalten und wurde jahrzehntelang als Wohnhaus genutzt. Der Bahnhof besaß ursprünglich neben dem Strecken- und dem Kreuzungsgleis zwei Abstellgleise und eine Verladerampe für Viehtransporte. Verladen wurden hier vor allem Schafe. Ein Wassertank war ebenfalls vorhanden. 1995 erwarb der Lynton & Barnstaple Railway Trust das Bahnhofsareal und begann mit dem Wiederaufbau und der Sanierung des Bahnhofsgebäudes. Da der Bahnhof als Betriebsmittelpunkt der Museumsbahn fungieren sollte, entstanden weitere Abstellgleise und ein zweiständiger Fahrzeugschuppen. Seit Juli 2004 findet im Bahnhof regelmäßig Fahrbetrieb der Museumsbahn statt.

#### Caffyns Halt
Der Haltepunkt entstand 1907 und sollte vor allem Besuchern des damals in der Nähe liegenden Golfplatzes von Lynton dienen. Bedingt durch die Lage des Bahnhofs von Lynton wie auch des Golfplatzes oberhalb der Ortschaft mussten Fahrgäste mit diesem Ziel so oder so einen steilen Anstieg bewältigen; da der Fußweg vom Bahnhof zum Golfplatz nur geringfügig länger als von Caffyns Halt war, bot die Nutzung der Bahn nur wenige Vorteile. Die Nachfrage in Caffyns blieb daher gering. Ausgestattet war der Haltepunkt lediglich mit einem kleinen Unterstand.

#### Lynton

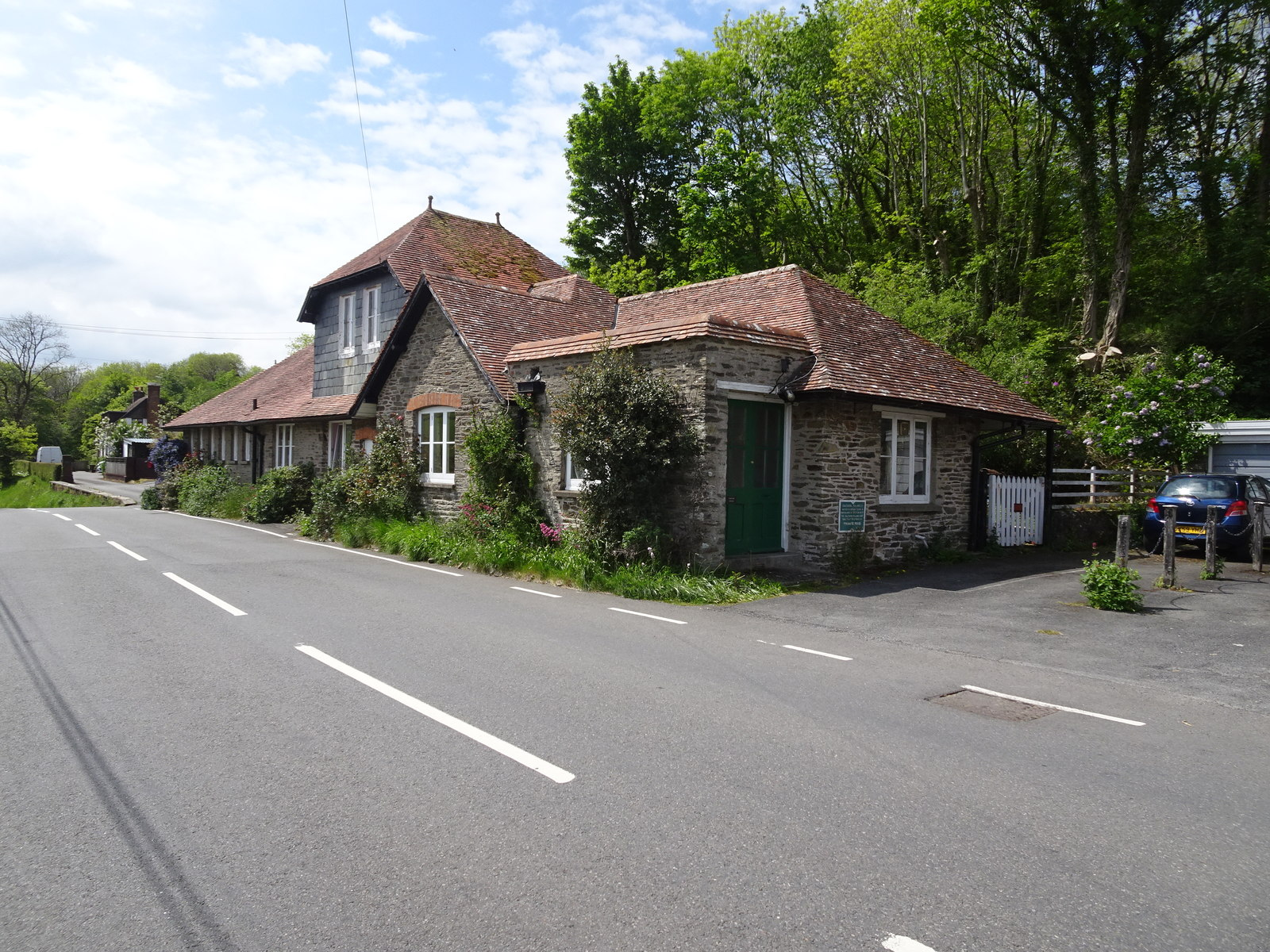
Das als Wohnhaus genutzte ehemalige Bahnhofsgebäude von Lynton im Jahr 2019

Aufgrund des Widerstands eines lokalen Grundbesitzers erhielt der Bahnhof von Lynton eine ausgesprochen verkehrsungünstige Lage. Die Höhenlage rund 60 Meter oberhalb des Orts und gut 210 Meter über dem Meeresspiegel ließ sich topographisch bedingt nicht vermeiden, jedoch musste er vor allem rund 500 Meter südlich des damaligen Ortsrands angelegt werden. Der Weg zum Ort wie auch zur Lynton and Lynmouth Cliff Railway als Verbindung zum Nachbarort Lynmouth war damit anstrengend und führte in späteren Jahren zur Bevorzugung der beide Orte direkt erschließenden Busverbindungen. Außer dem heute noch erhaltenen Bahnhofsgebäude erhielt der Bahnhof einen einständigen Lokschuppen, einen Güterschuppen und ein Stellwerk. Die Southern Railway vergrößerte das Gebäude und widmete die bisherige Wohnung des Bahnhofsvorstehers in Abfertigungs- und Büroräume um. Der Bahnhofsvorsteher erhielt ein neues Wohngebäude gegenüber dem Bahnhof. Neben einem Bahnsteiggleis mit Umfahrungsgleis erhielt der Bahnhof ein weiteres Stumpfgleis mit Bahnsteigkante sowie einige Abstellgleise. Der ebenfalls vorhandene Wasserkran konnte nur wenig genutzt werden, da der Bahnhof aufgrund seiner Lage nur unzureichend mit Wasser aus dem lokalen Netz versorgt werden konnte. Im Sommer mussten oft die Toilettenräume aufgrund Wassermangels geschlossen werden.

## Betrieb und Fahrplan

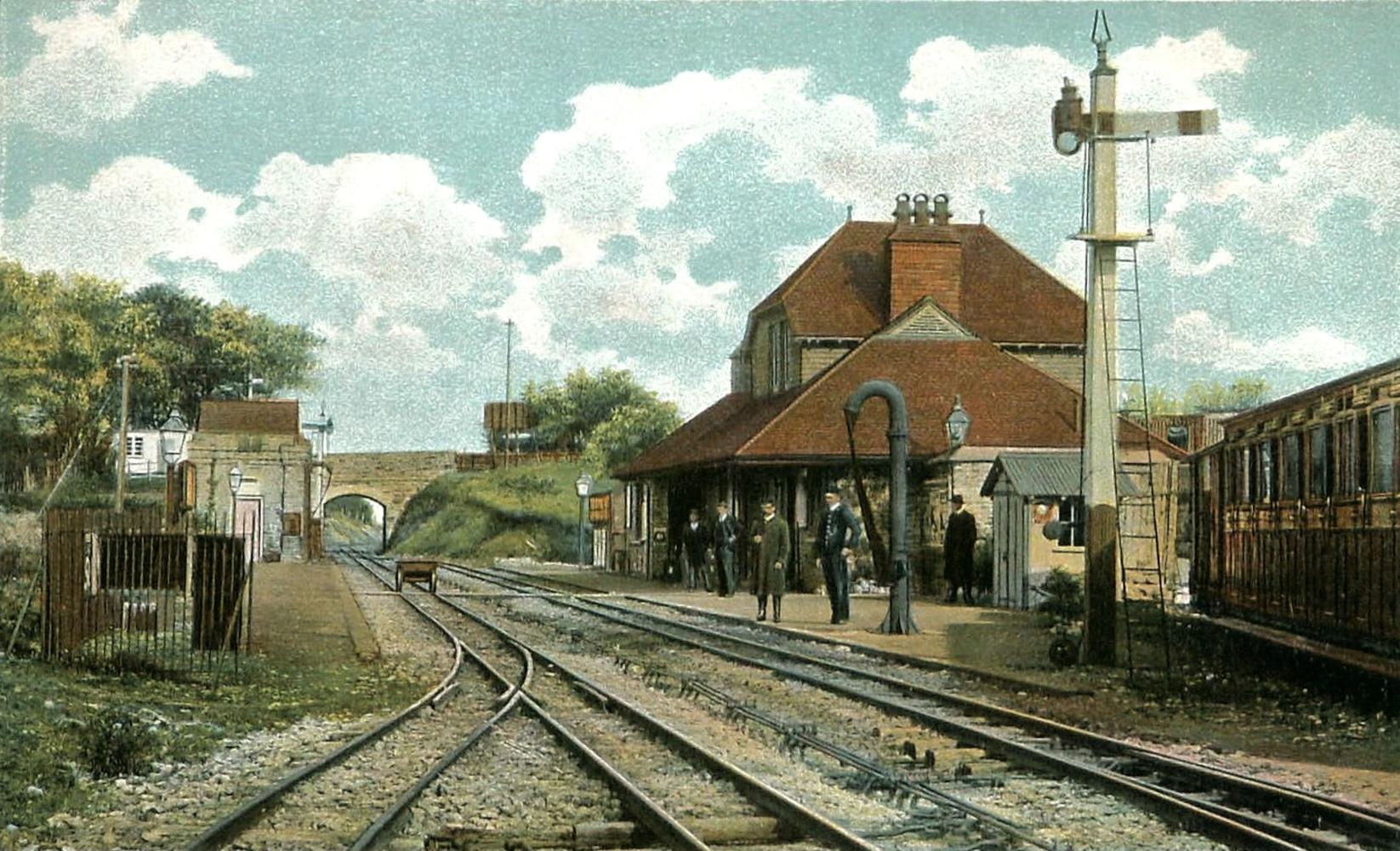
Bahnhof Blackmoor um 1900

Die Züge der Lynton and Barnstaple Railway verkehrten grundsätzlich als gemischte Züge, da das niedrige Güterverkehrsaufkommen gesonderte Güterzüge nicht erforderlich machte. Nachteilig waren die damit für die Fahrgäste verbundenen, teils langen Aufenthalte an den Zwischenbahnhöfen, wenn Güterwagen ausrangiert oder mitgenommen werden mussten. Normalerweise wurden die Güterwagen direkt hinter der Lokomotive eingereiht, lediglich nach der Nachrüstung der Personenwagen mit Dampfheizung 1932 mussten sie während der Heizsaison mangels durchgehender Dampfleitungen ans Zugende angehängt werden, um eine funktionierende Heizung zu gewährleisten. Ab 1924 setzte die SR bei Bedarf einen gesonderten Güterzug ein, der aber wohl nur selten verkehrte.
Zur Betriebsaufnahme wies der Fahrplan fünf Zugpaare an Werktagen und ein Zugpaar an Sonntagen auf. Der Sommer war damals die Hauptreisezeit, für die urlaubsbedingt höhere Nachfrage weitete die Bahngesellschaft während dieser Zeit das Angebot an Werktagen bald auf sechs Zugpaare aus. Im Winterhalbjahr reduzierte sie es jedoch auf drei Werktagszugpaare. Im Frühjahr und Herbst wurde das Angebot jeweils schrittweise ausgedehnt bzw. wieder reduziert. Dieses Angebot blieb bis zum Ersten Weltkrieg weitgehend unverändert. Zusätzliche Züge verkehrten an Freitagen, wenn in Barnstaple Markt war. Spezielle Züge wurden zu den im Winterhalbjahr regelmäßig zweimal pro Monat stattfindenden Viehauktionen in Woody Bay und Blackmoor Gate eingesetzt. Im Regelfall reichten über das Jahr gesehen bei den meisten Zügen zwei Personenwagen aus. Lediglich an den Markttagen wurden die Züge teils auf bis sechs Wagen verlängert, was den Einsatz von Vorspannlokomotiven bis Bratton Fleming oder Blackmoor erforderte. Die maximal zulässige Zuglänge von neun Wagen war lediglich während der Woche der Barnstaple Fair, einer regional bedeutsamen Messe mit Volksfest, im September erforderlich.
Der Fahrplan der Züge war auf die Anschlüsse an die LSWR, ab 1923 der SR, in Barnstaple ausgerichtet. Mit Zügen wie dem Atlantic Coast Express besaß Barnstaple bis in die 1960er Jahre direkte Verbindungen mit London, so dass die Orte entlang der Strecke nach Lynton mit einmaligem Umsteigen an die Hauptstadt angebunden waren. Der erste Morgenzug übernahm in Barnstaple zudem Post und Zeitungen aus dem von London kommenden Nachtzug. Umgekehrt war ein nachmittäglicher Zug ab Lynton auf den Anschluss an den Nachtzug nach London ausgerichtet. Berücksichtigt wurden außerdem Anschlüsse von und nach Ilfracombe, so dass dortige Touristen Tagesausflüge per Bahn nach Lynton unternehmen konnten. Die Fahrpläne wurden grundsätzlich so gestaltet, dass keine Übernachtungen der Zuggarnituren und des Personals in Lynton erforderlich waren. Eine Ausnahme waren die Markttage in Barnstaple, für den dann gefahrenen Frühzug ab Lynton wurde am Vorabend ein Spätzug nach Lynton gefahren. Während der Hauptsaison im Sommer stationierte die Southern Railway eine Lokomotive in Lynton und ermöglichte so Touristen aus Lynton und Lynmouth Tagesausflüge mit früher Abfahrt und später Ankunft.
Während des Ersten Weltkriegs verkehrten ganzjährig lediglich drei Zugpaare, mit zusätzlichen Fahrten bei Bedarf. Die Southern Railway baute das Angebot nach der Übernahme zunächst auf sieben sommerliche Zugpaare aus. Auch im Winter wurden mehr Züge angeboten. Lediglich das Sonntagsangebot blieb mit einem Zugpaar während fast der gesamten Existenz der Strecke unverändert. Ab 1932 verkehrten an Werktagen fünf Zugpaare im Winter- und sechs Zugpaare im Sommerfahrplan. Bereits ab 1931 hatte die SR zusätzlich parallel erste Busfahrten eingeführt, darunter ein Fahrtenpaar an Sonntagen, das im Winter das bisherige Sonntagszugpaar ersetzte.
Insgesamt beschäftigte die Lynton and Barnstaple Railway in den Jahren ihrer Unabhängigkeit im Schnitt rund 60 Beschäftigte, davon drei Lokomotivbesatzungen mit je einem Lokomotivführer und Heizer. Im Sommer wurde eine vierte Lokomotivmannschaft beschäftigt. Der vergleichsweise hohe Personalbestand war auf die fast durchwegs personalbesetzten Bahnhöfe und die großzügig angelegten Werkstätten und Depotanlagen in Pilton zurückzuführen und trug erheblich zur insgesamten unzureichenden wirtschaftlichen Lage der Bahn bei.

## Verkehrsaufkommen
Abgesehen vom Rückgang des Aufkommens während des Ersten Weltkriegs lag das Personenverkehrsaufkommen der L&B in den Jahren ihrer Unabhängigkeit bis 1923 bei etwa 80.000 bis 100.000 Fahrgästen pro Jahr. Davon kamen etwa jeweils 80 % aus dem direkten Einzugsbereich der Strecke, ca. 20 % der Fahrgäste stiegen in Barnstaple in bzw. aus Zügen der LSWR oder GWR um. Vor dem Krieg nutzten etwa 6 bis 7 % der Fahrgäste die 1. Klasse, dieser Anteil ging nach dem Krieg deutlich zurück auf etwa 3 bis 4 %. Den hohen Anteil des touristischen Saisonverkehrs und des Marktverkehrs nach Barnstaple berücksichtigt, belief sich damit die durchschnittliche tägliche Fahrgastzahl an Werktagen auf lediglich etwa 70 bis 100 Personen. Für die Jahre im Betrieb der SR liegen keine gesonderten Daten vor, lediglich Daten zu einzelnen Bahnhöfen sind verfügbar, die jedoch den deutlichen Rückgang ab etwa 1930 aufzeigen.
Das Güterverkehrsaufkommen der L&B belief sich in der Regel auf etwa 7000 bis 8000 Tonnen pro Jahr. Überwiegend wurden Güter im Empfang befördert, versendet wurden in geringem Umfang land- und forstwirtschaftliche Produkte wie Kartoffeln, Tierhäute, Wolle und Holz, gelegentlich auch Schafe und Rinder. Hauptsächliche Transportgüter im Empfang waren Kohle, Dünger und Baustoffe. Hinzu kam die Beförderung von Post und Stückgut. Während des Ersten Weltkriegs stieg das Güteraufkommen vor allem durch den Versand von Grubenholz deutlich an. Walisische Kohle wurde lediglich in den ersten Jahrzehnten direkt mit kleinen Küstendampfern in Barnstaple angeliefert und in die Wagen der L&B umgeladen. Pro Jahr umfasste dies aber lediglich fünf bis sechs Schiffsladungen mit je etwa 200 bis 300 Tonnen Kohle, die einem Brennstoffhändler in Lynton zugestellt wurde.

## Fahrzeugpark

### Lokomotiven

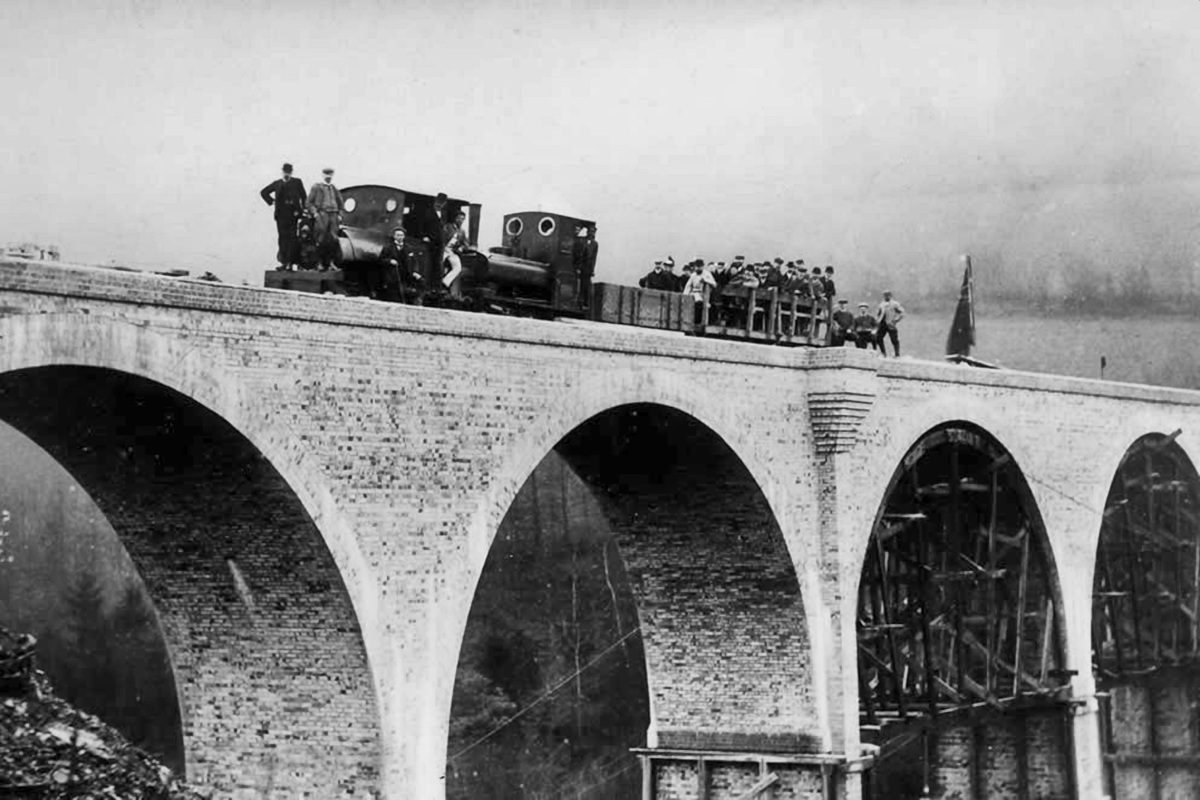
Bauzug auf dem Chelfham-Viadukt 1897 mit den Lokomotiven Slave und Kilmarnock

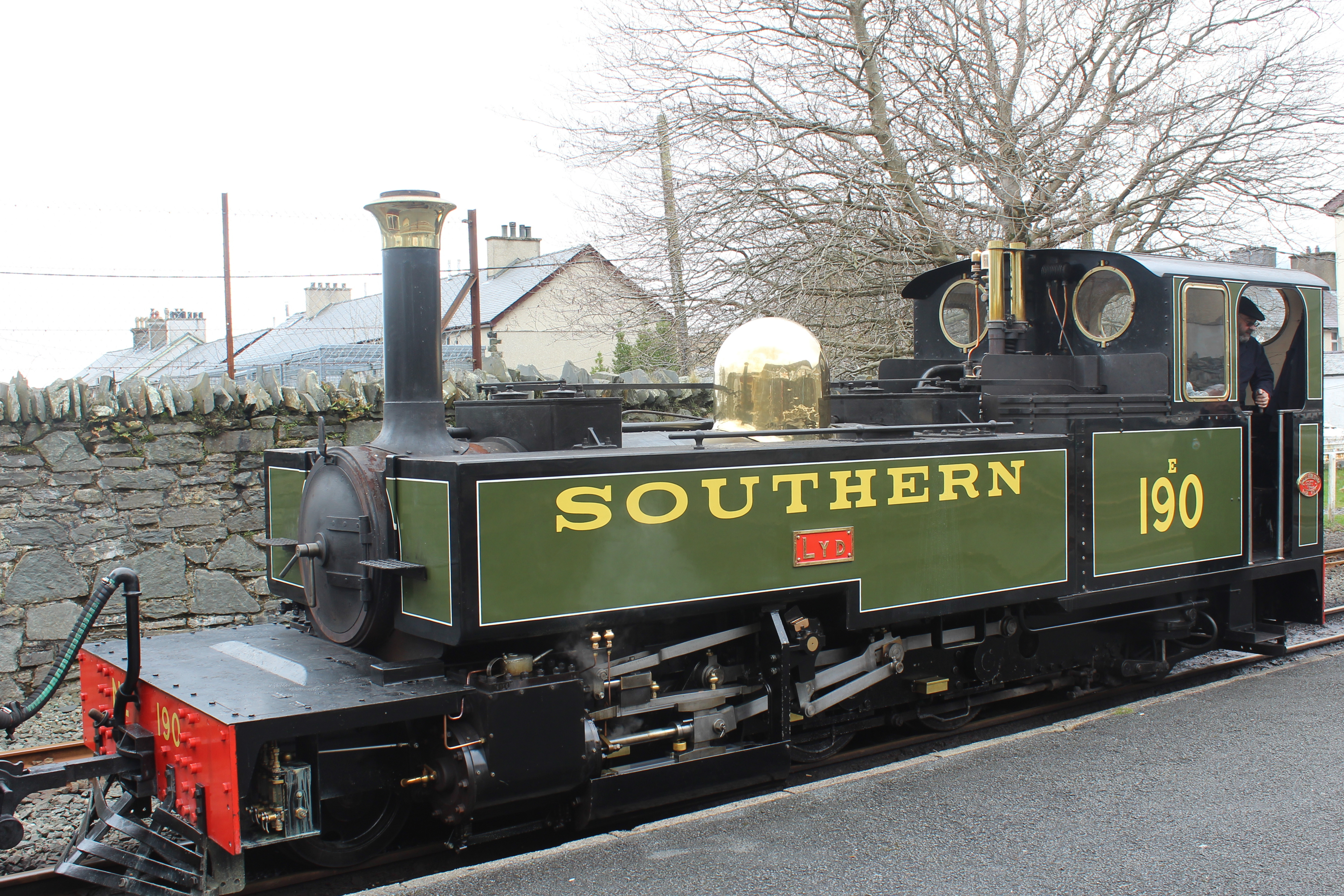
Manning-Wardle-Nachbaumaschine Lyd im Einsatz bei der Ffestiniog Railway

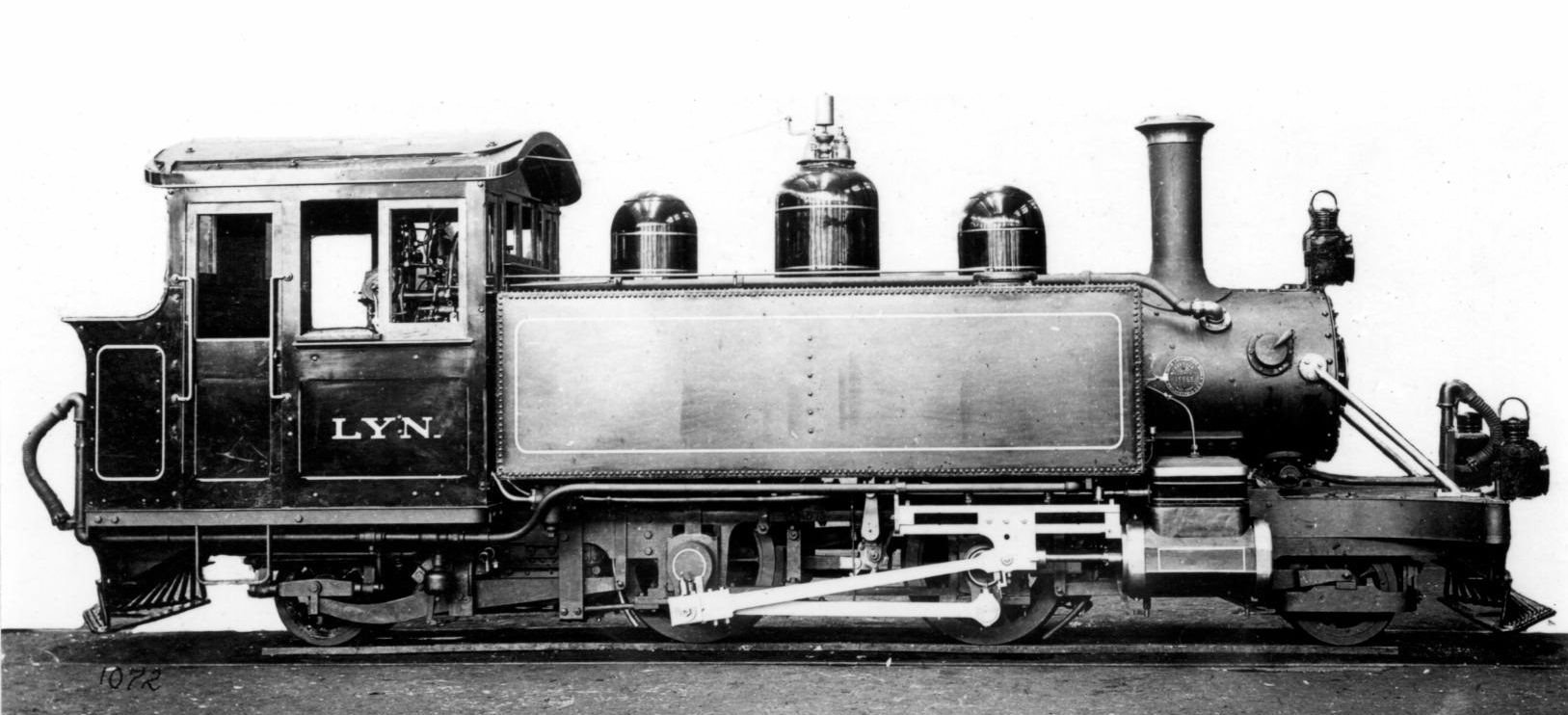
Fabrikfoto der Baldwin-Lokomotive Lyn

Während des Baus setzte das Bauunternehmen Nuttall mehrere kleine Tenderlokomotiven auf den bereits fertigen Streckenabschnitten ein. Ein 1892 bei Andrew Barclay Sons & Co. in Kilmarnock erbauter B-Kuppler mit Satteltank trug offiziell keinen Namen, wurde aber von den Bauarbeitern nach dem Herstellungsort als Kilmarnock bezeichnet. Die Kilmarnock ging nach der Fertigstellung und dem Bankrott der Baufirma in den Besitz der L&B über, wurde aber bereits im Jahr 1900 wieder verkauft. Ebenfalls eingesetzt wurde eine Maschine der Achsfolge B’1 von W. G. Bagnall aus dem Jahr 1888, die den Namen Excelsior trug. Sie kam nach dem Ende der Bauarbeiten auf der Isle of Portland in einem der dortigen Steinbrüche zum Abbau von Portland-Stein zum Einsatz. Ein weiterer kleiner B-Kuppler mit dem Namen Slave wurde laut Fotografien ebenfalls eingesetzt, allerdings liegen zu dieser Lokomotive keine weiteren Informationen vor. Der eventuelle Einsatz weiterer Lokomotiven zu Bauzwecken ist nicht belegt, es gibt lediglich vage, mündlich überlieferte Informationen zu zwei weiteren Lokomotiven.
Für die Betriebsaufnahme bestellte die Lynton and Barnstaple Railway 1896 drei deutlich größere Tenderlokomotiven der Achsfolge 1’C1’ (Prairie) bei Manning Wardle in Leeds. Die Lokomotiven mit den Fabriknummern 1361 bis 1363 erhielten die Namen Yeo, Exe und Taw, nach Flüssen im Einzugsbereich der Bahnstrecke. Zudem wurde ein vierter Kessel beschafft, der bei den regelmäßigen Untersuchungen der Lokomotiven jeweils ausgetauscht wurde, um die Standzeiten gering zu halten. Im Betrieb zeigten sich die Lokomotiven zuverlässig und leistungsfähig, so dass sie mit ein paar Änderungen auch für die 1902 eröffnete Vale of Rheidol Railway in Wales nachgebaut wurden.
Bereits vor Betriebsaufnahme zeigte sich, dass der Bestand mit drei Lokomotiven zu knapp kalkuliert worden war. Aufgrund eines Streiks in der britischen Lokomotivindustrie ging der Auftrag für eine vierte Maschine an den US-amerikanischen Hersteller Baldwin in Philadelphia, der kurzfristig in der Lage war, eine entsprechende Lokomotive zu entwerfen und zu bauen. Im April 1898 erhielt Baldwin den Auftrag, im Juli des gleichen Jahres absolvierte die Maschine in Philadelphia bereits erste Probefahrten und vor Jahresende stand sie bei der L&B im Einsatz. Die Lyn genannte Maschine mit der Baldwin-Fabriknummer 15965 besaß die Achsfolge 1’B1’ und unterschied sich als typisch amerikanische Konstruktion mit Barrenrahmen und geräumigem hölzernen Führerhaus äußerlich deutlich von den anderen Lokomotiven. Trotz der geringeren Anzahl an Kuppelachsen war die Maschine in der Lage, das gleiche Betriebsprogramm wie die übrigen Lokomotiven zu bewältigen. In den ersten Jahren sorgte die vom Personal mit dem Spitznamen „Yankee“ versehene Baldwin-Lokomotive für erheblichen Aufwand durch Ausfälle und Reparaturen, was wohl teilweise auf die für britische Personale ungewohnte Konstruktion zurückzuführen war. Sie blieb beim Personal relativ unbeliebt, da die innenliegende Stephenson-Steuerung schwer zugänglich war; sie erzielte die geringsten durchschnittlichen Kilometerleistungen aller L&B-Lokomotiven. Als einzige Lokomotive wurde die Lyn nach Übernahme durch die SR 1928/29 zu einer Hauptuntersuchung in die Hauptwerkstatt nach Eastleigh transportiert, da ihr Kessel andere Maße als der vorhandene Ersatzkessel der übrigen vier Maschinen aufwies. 
Die L&B versah ihre Lokomotiven mit einer aufwändigen Lackierung in Smaragdgrün und zweifarbigen, schwarz-orangen Zierlinien, auffällig waren die Schornsteinkappen, Dampfdome und Sicherheitsventile aus Messing. Ab 1923 ließ die Southern Railway die Lokomotiven schrittweise in das Standardgrün ihrer Normalspurlokomotiven umlackieren, die seitlichen Wassertanks bekamen die große Aufschrift „SOUTHERN“.
Nach der Übernahme der Strecke 1923 bestellte die Southern Railway bei Manning Wardle eine weitere Lokomotive nach dem Muster der ersten drei Maschinen. Die 1925 ausgelieferte Lokomotive erhielt den Namen Lew und die Nummer E188. Die älteren Maschinen von Manning Wardle erhielten die Nummern E759 bis E761, die Baldwin-Lokomotive bekam die Nummer E762. Alle Maschinen waren in der Lage, Personenzüge mit bis zu vier Wagen zu ziehen. Sie fuhren in der Regel mit dem Schornstein voraus in Richtung Lynton und mit dem Führerhaus voraus in Richtung Barnstaple. Bei längeren Zügen, die in der Sommersaison häufig erforderlich waren, waren Vorspannlokomotiven erforderlich. Ausgerüstet waren die Maschinen mit Vakuumbremsen, Mittelpufferkupplungen und ab 1932 mit Heizschläuchen. Nach der Einstellung der Strecke wurden vier der Maschinen rasch verschrottet, lediglich die Namensschilder blieben erhalten. Die fünfte Maschine, E188 Lew, wurde beim Streckenabbau eingesetzt und anschließend nach Brasilien verkauft, wo sich ihre Spur bald verlor.
Mitte der 1990er Jahre begann die Ffestiniog Railway mit einem Nachbau der Manning-Wardle-Maschinen. Die Lokomotive mit dem Namen Lyd wurde 2010 in Betrieb genommen und wird seitdem auf der Ffestiniog Railway eingesetzt. Gastweise war sie auch bereits auf dem wieder aufgebauten Abschnitt der Lynton and Barnstaple Railway im Einsatz, der geringfügige Spurweitenunterschied von drei Millimetern steht dem nicht entgegen. Für den dauerhaften Einsatz auf der Museumsbahn kündigte der Lynton & Barnstaple Railway Trust 2009 einen Nachbau der Baldwin-Lokomotive Lyn an. 2017 wurde die Maschine bei Alan Keef fertiggestellt und bespannt seitdem Museumszüge zwischen Woody Bay und Killington Lane. Beabsichtigt sind im Zuge des geplanten Aufbaus weiterer Abschnitte der Strecke auch weitere Nachbauten der Manning-Wardle-Maschinen.

### Wagen

#### Personenwagen

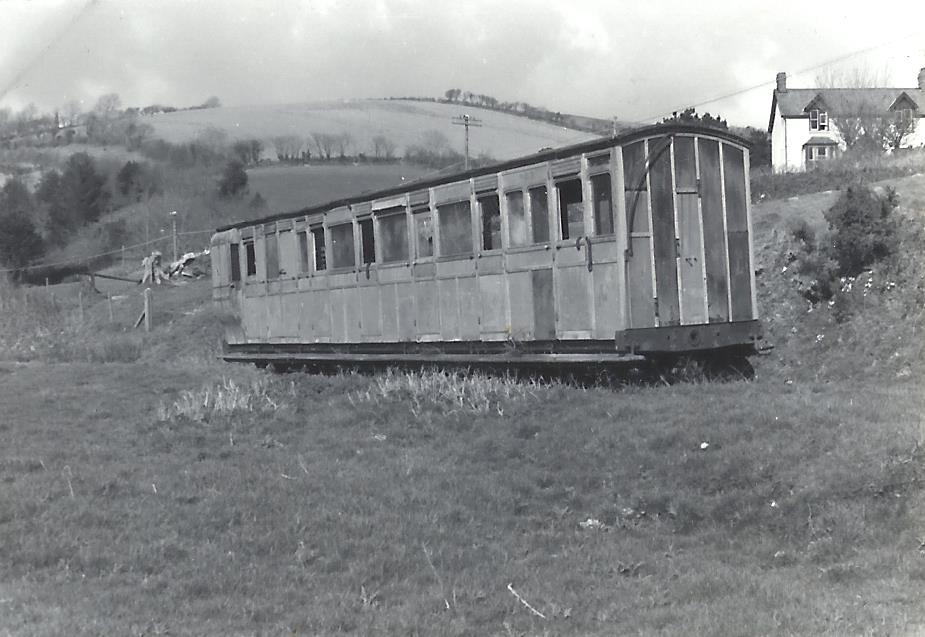
Wagen 14 in der ehemaligen Haltestelle Snapper, um 1959

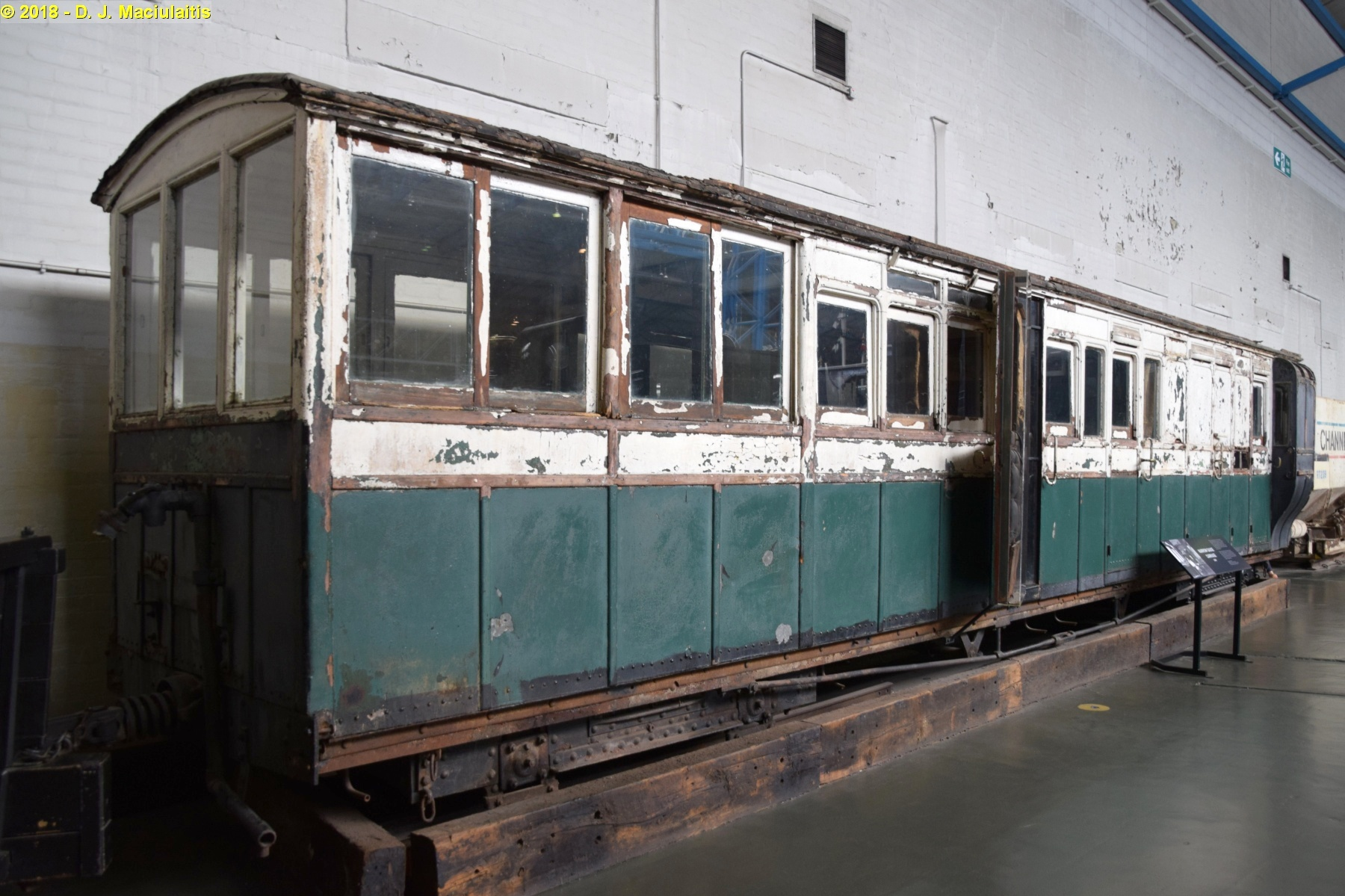
Personenwagen mit Dienstabteil Nr. 2 ist im Zustand der Auffindung im National Railway Museum ausgestellt

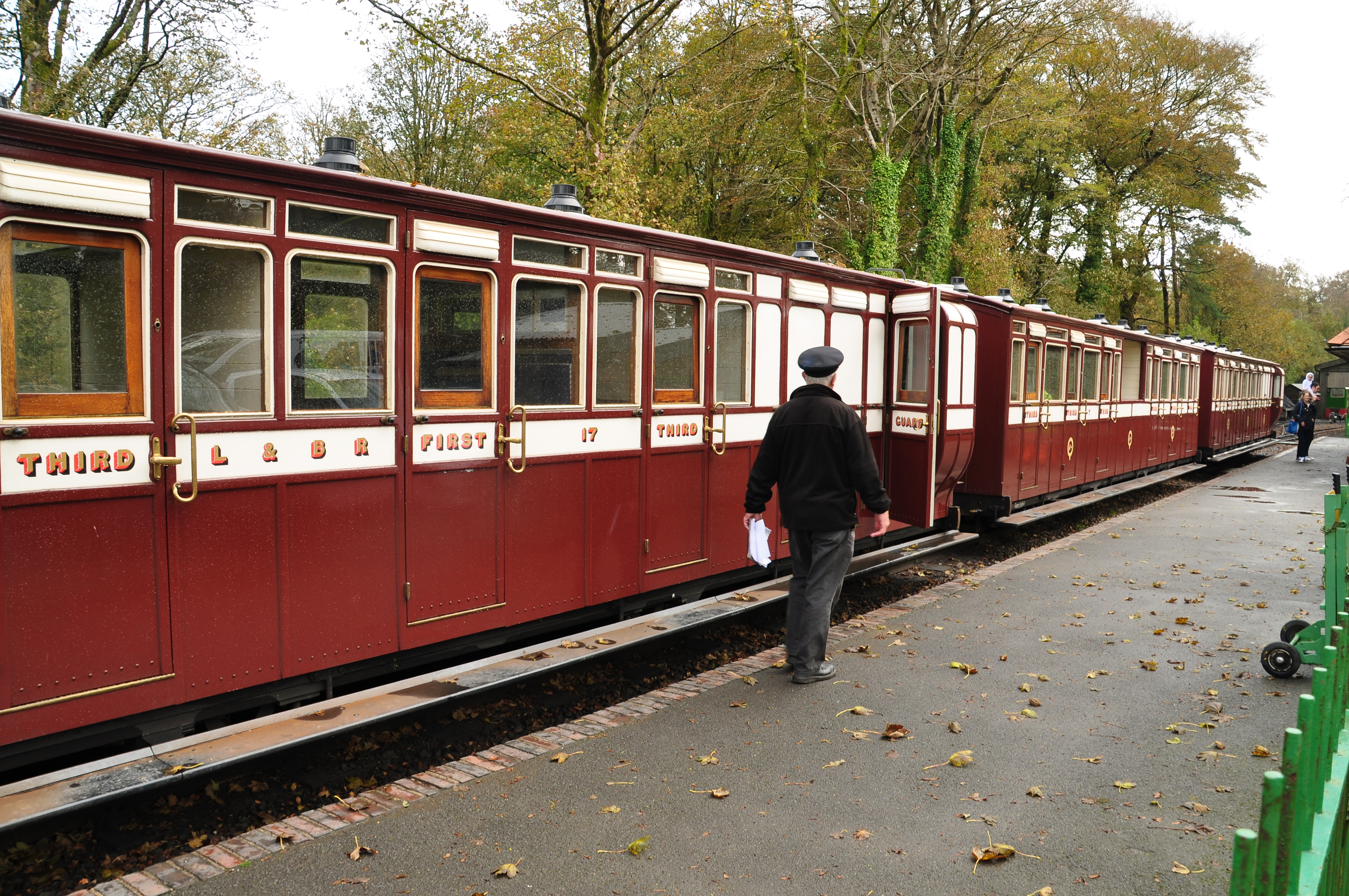
Personenwagen der L&B in Woody Bay

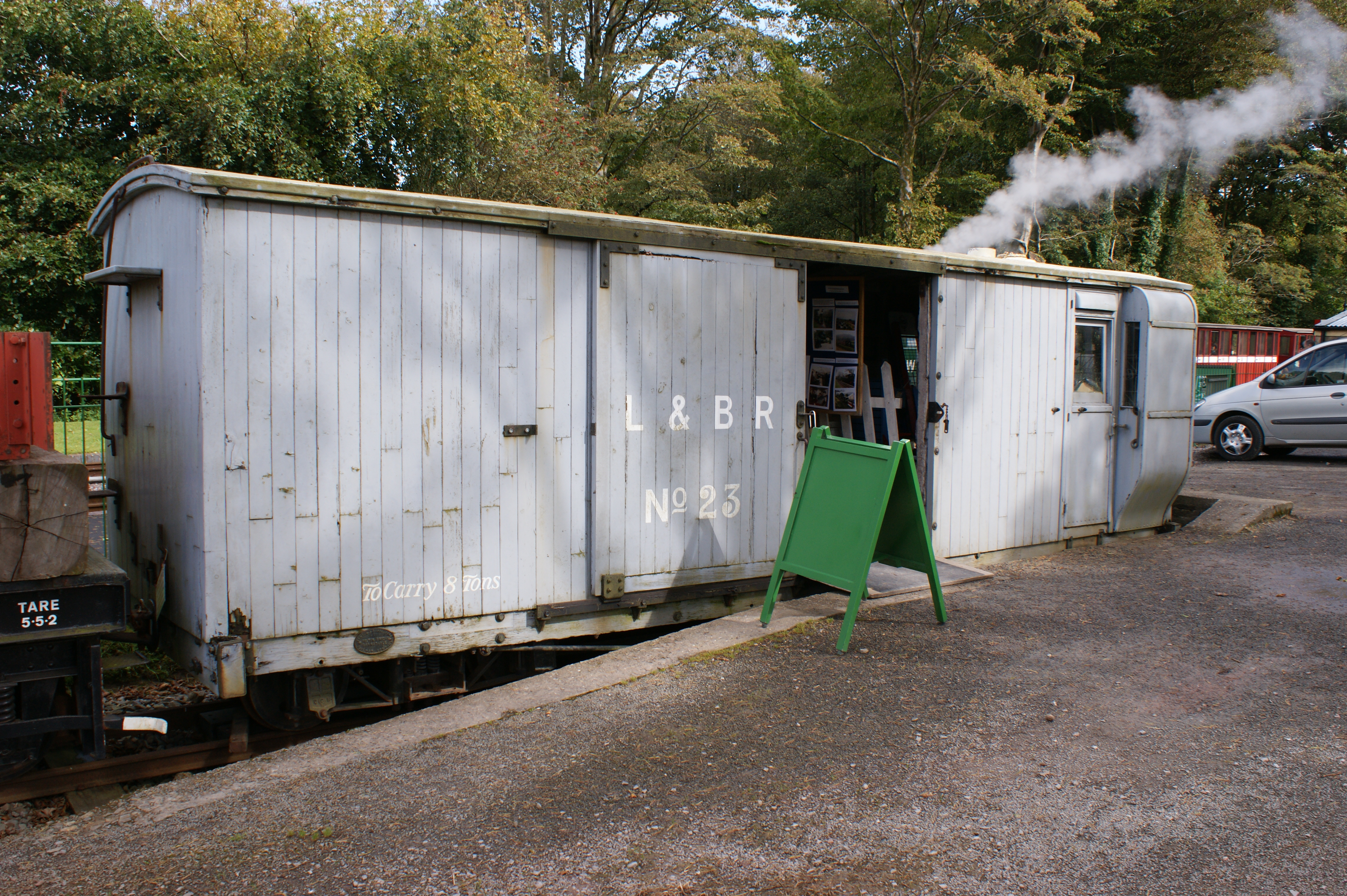
Brake Van 23 in Woody Bay

Zur Betriebsaufnahme beschaffte die L&B 1898 insgesamt 16 vierachsige Abteilwagen bei der Bristol Wagon and Carriage Works Company. Elf davon waren Wagen der 3. Klasse, die übrigen fünf besaßen Abteile 1. und 3. Klasse. 1905 lieferte der örtliche Hersteller Shapland & Petter aus Barnstaple einen siebzehnten Wagen mit Abteilen 1./3. Klasse. Alle Wagen waren mit Vakuumbremsen und Mittelpufferkupplungen ausgestattet. Die Beleuchtung erfolgte zunächst mit Petroleumlampen, während des Ersten Weltkriegs rüstete die L&B ihre Wagen mit Acetylenlampen nach. Bis zur Betriebseinstellung blieb der Wagenpark weitgehend unverändert, nach der Übernahme 1923 ließ die Southern Railway jedoch die Wagen grundlegend überholen und mit neuen Polstersitzen ausstatten, erstmals auch in der bislang lediglich mit Holzsitzen ausgestatteten 3. Klasse. Ein Teil der Abteile der 1. Klasse wurde zu solchen der 3. Klasse umgebaut. Wenige Jahre vor der Einstellung rüstete die SR zudem 1932 sechs Wagen mit Dampfheizung aus, die Lokomotiven erhielten dafür entsprechende Dampfleitungen. Zuvor waren die Wagen in der kalten Jahreszeit durch mit Heißwasser gefüllte Metallbehälter, die an den Endbahnhöfen in den Abteilen deponiert wurden, beheizt worden. Zu Zeiten der eigenständigen Lynton and Barnstaple Railway waren die Wagen in dunkelrot mit weißen Fensterbändern lackiert. Die Southern Railway gab den Wagen die gleiche grüne Farbgebung wie ihrem normalspurigen Wagenpark.
Nach der Betriebseinstellung wurden die Wagen verkauft, meist zur Nutzung als Wochenendhäuschen oder in Kleingärten. Zwei wurden am Snapper Halt bzw. etwas nördlich davon auf kurzen Gleisstücken auf der Trasse aufgestellt und für landwirtschaftliche Zwecke genutzt, einer davon als Hühnerstall. Während einer der Wagen in den 1960er Jahren einem Brand zum Opfer fiel, kam der andere 1959 zur Ffestiniog Railway, wo er saniert und umgebaut wurde. Er wird seitdem als Buffetwagen eingesetzt. Ein weiterer Wagen blieb ebenfalls erhalten und steht im Eigentum des National Railway Museum in York. Von den übrigen Wagen blieben einige Wagenkästen in Teilen erhalten, die der Lynton & Barnstaple Railway Trust im Laufe der Jahre erwerben konnte und für die Rekonstruktion von inzwischen fünf Wagen für den Museumsbahnbetrieb verwendet hat.

#### Güterwagen
Im Laufe der Jahre kamen insgesamt 32 Güterwagen auf der Strecke zum Einsatz, teils Zweiachser, teils Drehgestellwagen, von denen 24 durch die L&B beschafft wurden. Wie die Personenwagen waren alle mit Vakuumbremsen und Mittelpufferkupplungen ausgerüstet. 1898 lieferte die Bristol Wagon and Carriage Works Company zehn offene Wagen, darunter zwei Drehgestellwagen, sowie sechs zweiachsige gedeckte Güterwagen und zwei vierachsige Brake Vans (Begleitwagen) für den Gepäck- und Stückguttransport. Bis 1913 folgten schrittweise drei weitere zweiachsige offene Wagen sowie zwei vierachsige Flachwagen und ein weiterer Begleitwagen. Während des Ersten Weltkriegs reichte der Wagenpark für den gestiegenen Güterverkehr nicht aus, so dass die Gesellschaft versuchte, bei der Ffestiniog Railway Wagen zu leihen. Da die walisische Bahn jedoch ebenfalls ein gewachsenes Verkehrsaufkommen verzeichnete, lehnte sie die Anfrage der L&B ab.
Die Southern Railway bestellte in den 1920er Jahren weitere acht Güterwagen, die 1927 von James & Frederick Howard aus Bedford geliefert wurden, jeweils vier vierachsige offene und gedeckte Wagen. Gesonderte Dienstwagen wurden erst zu Zeiten der Southern Railway beschafft. 1926 erwarb sie für Dienstzwecke vom War Department zwei gebrauchte Kranwagen und baute 1927 in ihren eigenen Werkstätten einen Flachwagen als Auflieger für die beiden Kräne.
Mit dem Brake Van 23 ist ein 1908 erbauter Begleitwagen erhalten geblieben und wird vom Lynton & Barnstaple Railway Trust derzeit betriebsfähig aufgearbeitet. Die übrigen Güterwagen wurden nach dem Verkauf 1935 verschrottet, die auf der Museumsbahn heute eingesetzten Güterwagen wurden gebraucht aus Beständen des britischen Ministry of Defence erworben.

## Unfälle und sonstige Beeinträchtigungen
Während der gesamten Betriebszeit der Lynton and Barnstaple Railway gab es keinen Unfall, bei dem ein Fahrgast verletzt oder gar getötet wurde, ein seltener Rekord. Bei zwei Unfällen kamen jedoch Bahnarbeiter ums Leben. Im März 1910 wurde in Barnstaple beim Depot Pilton am Bahnübergang Braunton Road ein Schrankenwärter von einem Zug erfasst und getötet. Am 26. Februar 1913 ließ sich ein beladener Schotterwagen, der ohne Lokomotive in das Gefälle zwischen Bratton Fleming und Chelfham abgelassen worden war, nicht mehr per Handbremse anhalten und entgleiste bei Churnhill. Zwei der vier mitfahrenden Streckenarbeiter kamen ums Leben, die anderen beiden erlitten Verletzungen.
Die Lage der Strecke am Rand des Exmoors führte während der Betriebszeit mehrfach zu Beeinträchtigungen durch winterliches Wetter. Bereits im Februar 1903 musste der Betrieb erstmals aufgrund hoher Schneeverwehungen mehrere Tage eingestellt werden. Andere Betriebsunterbrechungen gab es bspw. im Juni 1903 durch einen Erdrutsch zwischen Woody Bay und Lynton.

## Modellbau
Die Lynton and Barnstaple Railway war bereits während ihrer Existenz bei Eisenbahnfreunden beliebt und ist es seither geblieben. Verschiedene Modellbaufirmen haben daher über die Jahre Fahrzeugmodelle nach dem Vorbild der L&B entwickelt. In der in Großbritannien am weitesten verbreiteten Nenngröße 00 (Maßstab 1:76, wobei Gleise der Nenngröße N verwendet werden) sind fast alle Lokomotiven sowie Personen- und Güterwagen erhältlich. So bietet der britische Hersteller PECO Personen- und Güterwagenmodelle an, der dänische Hersteller Heljan führt Modelle der Manning-Wardle-Lokomotiven sowie der Baldwin-Lokomotive Lyn im Programm. Auch in anderen Nenngrößen bieten diverse Kleinserienhersteller Modelle oder Bausätze nach Vorbildern der Lynton and Barnstaple Railway an.